# Liste bedeutender Jesuiten
Diese Liste ist chronologisch nach Geburtsjahr geordnet und beinhaltet eine Auswahl von überregional bedeutenden Mitgliedern des Jesuitenordens.

## Vor dem 16. Jahrhundert

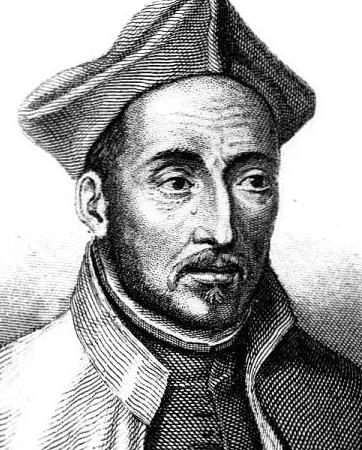
Ignatius von Loyola

- Ignatius von Loyola (1491–1556), Gründer und erster Generaloberer des Ordens von 1541 bis 1556, Heiliger
- Paschase Broët[1][2][3] (1500? – 14. September 1562), einer der ersten Gefährten Ignatius von Loyolas

## 16. Jahrhundert

### 1501 bis 1550
- Hermes Halpaur († 1572), österreichischer Prediger und Theologe der Gegenreformation
- Claude Le Jay[4][5] (auch: Claude Jay oder lateinisch Jaius; * 1504 in Mieussy, Savoyen; † 6. August 1552 in Wien), Mitbegründer des Ordens
- Francisco Torres (≈1504/09–1584), spanischer Theologe und Autor
- Peter Faber (1506–1546), Mitbegründer des Jesuitenordens, Heiliger
- Franz Xaver (1506–1552), Missionar in Asien, Mitbegründer der Jesuiten, Heiliger
- Jerónimo Nadal (1507–1580), Mitarbeiter von Ignatius von Loyola
- Francisco de Borja (1510–1572), dritter Generaloberer, Amtszeit von 1565 bis 1572
- Simão Rodrigues (≈1510–1579), portugiesischer Geistlicher und Weggefährte Loyolas sowie Mitbegründer des Jesuitenordens
- Nicolás Bobadilla[6] (* 1511 in Palencia; † 23. September 1590 in Loreto), von Papst Paul III. zur Gegenreformation nach Bayern entsandt
- Diego Laínez (1512–1565), Mitbegründer der Jesuiten, zweiter Generaloberer, Amtszeit von 1558 bis 1565
- Everard Mercurian (1514–1580), vierter Generaloberer von 1573 bis 1580
- Petrus Ramus (1515–1572), französischer Philosoph und Humanist
- Alfonso Salmerón (1515–1585), spanischer Prediger und Theologe
- Manuel da Nobrega (1517–1570), Portugiese, erster Provinzial der Jesuiten in der Kolonie Brasilien. Mitgründer von Recife, Salvador da Bahia, Rio de Janeiro und São Paulo
- Juan de Polanco (1517–1576), Sekretär von Ignatius von Loyola
- Petrus Canisius (1521–1597), Theologe, Schriftsteller, Heiliger und Kirchenlehrer
- Inácio de Azevedo (1526/27/28–1570), portugiesischer Missionar, Seliger
- Alphons Rodriguez (1526–1616), Spanier, aszetischer Schriftsteller
- Pedro de Ribadeneira (1527–1611), spanischer Ordenspolitiker und Kirchenhistoriker
- Pedro da Fonseca (1528–1599), portugiesischer Philosoph und Theologe. Er wurde auch als der „portugiesische Aristoteles“ bezeichnet.
- Bernardino Realino (1530–1616), italienischer Bürgermeister und Priester, Heiliger
- Robert Abercromby (1532 oder 1536 – 1613), schottischer Missionar[7][8]
- Tommaso Raggio (auch Radius, Raggius[9]) (1531–1599) Missionar in Kroatien, Gesandter des Papstes beim maronitischen Patriarch und Apostolischer Visitator[10] im Langen Türkenkrieg[11]
- Luís Fróis (1532–1597), portugiesischer Missionar in Indien und Japan
- Alphonsus Rodriguez (1532–1617), spanischer Laienbruder und Heiliger
- Francisco Toledo (1532–1596), spanischer Kardinal
- Giovan Pietro Maffei (1533–1603), italienischer Rhetoriker und Historiker
- Juan Maldonado (1533–1583), spanischer Bibelwissenschaftler
- José de Anchieta (1534–1597), kanarischer Missionar und Sprachforscher, Heiliger[12]
- Antonio Possevino (1534–1611), italienischer Kleriker und päpstlicher Legat
- Luis de Molina (1535–1600), spanischer Theologe und Philosoph
- Juan de Mariana (1536–1624), spanischer Historiker und Staatstheoretiker
- Piotr Skarga, tatsächlicher Name Piotr Powęski (1536–1612), Pole, Prediger, Hagiograph, Polemiker und die führende Persönlichkeit der Gegenreformation in der polnisch-litauischen Rzeczpospolita des späten 16. Jahrhunderts
- Christophorus Clavius (1538–1612), Mathematiker, leitete die Kalenderreform zum Gregorianischen Kalender
- Hieronymus Roman de la Higuera (1538–1611), spanischer Sprach- und Altertumsforscher
- José de Acosta (1539/40–1599/1600), spanischer Missionar und Gelehrter. Erste Beschreibungen der Höhenkrankheit/d’Acosta-Krankheit, der Kartoffelkultur und der Landnahme Amerikas via Asien
- Alessandro Valignano, (Chinesisch: 范禮安 Fàn Lǐ’ān) (1539–1606), italienischer Jesuit, der dreimal in Japan tätig war
- Peter Busäus, gelegentlich auch Peter Buys (1540–1587), niederländischer Professor der Theologie
- Edmund Campion (1540–1581), englischer Theologe, Märtyrer, einer der vierzig Märtyrer von England und Wales
- Georg Scherer (1540–1605), Prediger der Gegenreformation
- Jakub Wujek (1541–1597), Pole, religiöser Schriftsteller und Bibelübersetzer
- Robert Bellarmin (1542–1621), Kardinal, Heiliger und Kirchenlehrer
- Claudio Acquaviva (1543–1615), fünfter Generaloberer, Amtszeit von 1581 bis 1615
- Robert Johnson (≈1545–1582), englischer Märtyrer, Seliger
- Blas Valera (1545–1597), peruanischer Schriftsteller und Chronist
- Robert Parsons (1546–1610), englischer Politiker
- Jakob Rem (1546–1618), bayerischer Priester
- Aleksandar Komulović (1548 – 11. Juni 1608), Priester und Diplomat von Dalmatia Veneta, dem heutigen Kroatien. Vertreter der Gegenreformation und einer der ersten Pan-Slavisten[13][14]
- Francisco Suárez (1548–1617), spanischer Theologe und Philosoph
- Conrad Vetter (1548–1622), deutscher Schriftsteller der Gegenreformation
- Gregor von Valencia, oft auch Gregor de Valencia (1549–1603), spanischer, lange Jahre in Bayern wirkender, katholischer Priester und Theologe
- Rodolfo Acquaviva (1550–1583), Missionar in Goa, Seliger
- Fernão Guerreiro (1550–1617), portugiesischer Missionar und Historiker
- Stanislaus Kostka (1550–1568), Heiliger, Nationalpatron Polens und Patron der studierenden Jugend sowie Patron der Ministranten, der studierenden Jugend und der Novizen des Ordens

### 1551 bis 1600
- Martin Anton Delrio (1551–1608), Senator im Regierungskollegium in Brabant, Generalauditor der Armee, Vizekanzler, Generalprokurator und Hexentheoretiker
- Pietro Berno (1552–1583), Schweizer Missionar in Indien, Seliger
- Matteo Ricci (1552–1610), Italiener, Missionar in China, Kartograph
- Juan Bautista Villalpando (1552–1608), spanischer Mathematiker und Architekt
- Leonhardus Lessius (1554–1623), Wirtschaftsethiker, vertrat das Zinsverbot
- Henry Garnet (1555–1606), Engländer, Beichtvater von Mitgliedern des Gunpowder Plot
- Alexander Briant (≈1556–1581), englischer Märtyrer und Heiliger (Vierzig Märtyrer von England und Wales)
- Michael Eiselin (1558–1613), deutscher Theologieprofessor
- Christoph Brouwer (1559–1617), deutscher Historiker
- Pierre Mousson (1559–1637), französischer Rhetorikprofessor und Tragödiendichter
- Jacques Sirmond (1559–1651), französischer Gelehrter und Beichtvater des französischen König Ludwig XIII.
- Diego González Holguín (1560–1629), Missionar in Peru und Linguist
- Christoph Grienberger (1561–1636), Astronom
- Matthäus Rader (1561–1634), deutscher Philologe und Historiker
- Robert Southwell (≈1561–1595), englischer Dichter und Märtyrer
- Bento de Góis (1562–1607), portugiesischer Missionar und Entdecker in Asien
- Jakob Gretser (1562–1625), deutscher Philologe, Historiker, Dramatiker und Autor
- Martin Becanus (1563–1624), brabantischer Kontroverstheologe
- Mutio Vitelleschi (1563–1645), sechster Generaloberer, Amtszeit von 1615 bis 1645
- Pedro Páez (1564–1622), italienischer Missionar in Indien und Äthiopien
- Niccolò Longobardo (1565–1654), italienischer Missionar in China
- Paul Miki (1565–1597), Missionar in China, Märtyrer
- Giuseppe Biancani (1566–1624), Italiener, Astronom, Mathematiker und Selenographer; der Mondkrater Blancanus wurde nach ihm benannt
- Pierre du Jarric (1566–1617), französischer Philosoph, Theologe und Historiker
- Franciscus Aguilonius (1567–1617), belgischer Mathematiker und Physiker (Farbenlehre)
- Girolamo Germano (1568–1632), italienischer Neogräzist, Seelsorger auf Chios
- Aloisius von Gonzaga (1568–1591), Priester und Krankenpfleger, Heiliger
- Heribert Rosweyde (1569–1629), Flandern, erster wissenschaftlich arbeitender Hagiograph und Historiker
- Wilhelm Lamormaini (1570–1648), Universitätslehrer in Graz, Beichtvater Kaiser Ferdinands II.
- Ito Mancio (1570–1612), erster japanischer Jesuit, Gesandter nach Europa
- Péter Pázmány (1570–1637), ungarischer Philosoph und Kardinal
- Georg Holzhai (1571–1646), deutscher Philosoph und Theologe
- Adam Tanner (1572–1632), österreichischer Theologe und Hexentheoretiker
- Christoph Scheiner (1573–1650), Optiker und Astronom, Mitentdecker der Sonnenflecken
- Bartol Kašić (1575–1650), kroatischer Bibelübersetzer, Schriftsteller und Sprachwissenschaftler
- Roque González de Santa Cruz (1576–1628), Missionar und Märtyrer in Brasilien, Heiliger
- Johannes Schreck (1576–1630), Chinamissionar und Universalgelehrter
- Paul Guldin (1577–1643), Schweizer Astronom und Professor für Mathematik (guldinsche Regeln)
- Michel Le Nobletz (1577–1652), französischer Gegenreformator,[15] benutzte sogenannte taolennou (Missionskarten)[16]
- Roberto de Nobili (1577–1656), italienischer Missionar in Indien, Sprachwissenschaftler
- Nicolas Trigault (1577–1628), französischer Missionar in Indien und China
- Jakob Bidermann (1578–1639), deutscher Dichter und Dramatiker des Barock
- Louis Lallemant (1578–1635), französischer Theologe, Vertreter der Ignatianischen bzw. Jesuitischen Schule der Askese
- Antonio Freire de Andrade (1580–1634), portugiesischer Missionar; ihm gelang die Erstüberquerung des Himalaya
- Petrus Claver (1580–1654), Missionar in Kolumbien, Heiliger
- John Ogilvie (1580–1615), englischer Märtyrer, Heiliger
- Jeremias Drexel (1581–1638), Erbauungsschriftsteller der Gegenreformation
- Francisco Piccolomini (1582–1651), achter Generaloberer, Amtszeit von 1649 bis 1651
- Goswin Nickel (1582–1664), 10. Generaloberer, Amtszeit von 1652 bis 1664
- Juan de Lugo y de Quiroga (1583–1660), spanischer Kardinal und Theologe in der Renaissance[17][18]
- Giovanni Battista Mascolo (1583–1656), italienischer Philosoph
- Denis Pétau (1583–1652), Chronologe und Historiker; nach ihm sind die Annales Petaviani, der Mondkrater Petavius und die Petavius-Rillen benannt
- Giovanni Baptista Ferrari (1584–1655), italienischer Botaniker und Wissenschaftler
- Grégoire de Saint-Vincent (1584–1667), flämischer Mathematiker, Entdecker des dekadischen Logarithmus
- Gerolamo Sersale, auf Latein: Sirsalis (1584–1654), Astronom; der Krater Sirsalis auf dem Mond wurde nach ihm benannt
- Edmund Arrowsmith (1585–1628), auch bekannt als Brian Arrowsmith, einer der Vierzig Märtyrer von England und Wales
- Estêvão Cacella (1585–1630), Missionar im Himalaya; mit João Cabral erster Europäer in Bhutan
- Vincenzo Carafa (1585–1649), siebter Generaloberer, Amtszeit von 1646 bis 1649
- Niccolò Cabeo (1586–1650), italienischer Mathematiker und Ingenieur; der Einschlagkrater Cabeus nahe dem Südpol des Erdmondes wurde nach ihm benannt[19]
- Johann Baptist Cysat (1586–1657), Schweizer Mathematiker und Astronom
- Martin Stredonius (1587–1649), einer der führenden Persönlichkeiten der böhmischen Ordensprovinz[20]
- Giovanni Battista Zupi (1590–1650), italienischer Astronom und Mathematiker; der Krater Zupus auf dem Mond wurde nach ihm benannt
- Andreas Bobola (1591–1657), „minderer“ Schutzheiliger Polens und Schutzheiliger des Erzbistums Warschau und der Diözese Ermland-Masuren
- Alexandre de Rhodes (1591/93–1660), französischer Missionar in Vietnam, Entwickler des vietnamesischen Alphabets
- Friedrich Spee (1591–1635), Moraltheologe, Schriftsteller und Kritiker der Hexenprozesse
- Philipp Alegambe (1592–1652), belgischer Bibliograph
- Adam Schall von Bell (1592–1666), Wissenschaftler und Missionar in China
- Emanuele Tesauro (1592–1675), Rhetoriker, Schriftsteller, Historiker und Dramatiker; von 1612 bis 1634 Jesuit
- Jean de Brébeuf (1593–1649), Missionar in Nordamerika, Heiliger
- Jérôme Lalemant (1593–1673), Provinzial und Missionsleiter in Neufrankreich.
- Hugo Sempilius (1594/96–1654), schottischer Mathematiker; der Mondkrater Simpelius ist nach ihm benannt
- Georges Fournier (1595–1652), französischer Geograf,[21][22][23][24] Architekt von Militäranlagen[25] sowie Hydrograf[26] und Mathematiker,[27] Lehrer von René Descartes; Werke:
  - Georges Fournier: Hydrographie, contenant la théorie et la practique de toutes les parties de la navigation..., Paris, chez Soly, 1643. BNF 304555507
  - Bertrand Gille (Hrsg.): Histoire des techniques. Gallimard, coll. « La Pléiade », 1978, ISBN 978-2-07-010881-7
- Alessandro Gottifredi (1595–1652), Neunter Generaloberer, Amtszeit von 1652 bis 1652
- Maciej Sarbiewski (1595–1640), polnischer neulateinischer Schriftsteller
- Johannes Arnoldi (1596–1631), deutscher Jesuitenpater und Märtyrer
- Jean Bolland (1596–1665), Hagiograph; die Société des Bollandistes wurde nach ihm benannt
- Georg Schönberger (1596–1645), deutscher Mathematiker; der Mondkrater Schomberger wurde nach ihm benannt
- Jean-Charles de la Faille (1597–1652), Flame, Mathematiker (Massenmittelpunkt), Militärberater
- Jodocus Kedd (1597–1657), deutscher Kontroverstheologe
- Jean François Régis (1597–1640), Missionar, Prediger, Heiliger
- Ralph Corbie (1598–1644), irischer Seliger
- Hermann Crombach (1598–1680), deutscher Theologieprofessor und Kirchenhistoriker
- Giovanni Riccioli (1598–1671), italienischer Theologe und Astronom
- Jan Berchmans (1599–1621), Heiliger, Patron der studierenden Jugend
- Hermann Busenbaum (1600–1668), deutscher Theologe
- João Cabral (1599–1669), Missionar im Himalaya; mit Estêvão Cacella erster Europäer in Bhutan
- Albert Curtz (1600–1671), deutscher Schriftsteller, Übersetzer sowie Astronom; der Mondkrater Curtius ist nach ihm benannt
- Godefridus Henschenius (1600–1682), Mitherausgeber der Acta Sanctorum
- Giovanni Paolo Oliva (1600–1681), elfter Generaloberer, Amtszeit von 1664 bis 1681
- Jean-Joseph Surin (1600–1665), französischer Mystiker und spiritueller Schriftsteller

## 17. Jahrhundert

### 1601 bis 1650
- Baltasar Gracián (1601–1658), Schriftsteller und Hochschullehrer
- Jacques de Billy (1602–1679), französischer Mathematiker und Astronom; der Mondkrater Billy wurde nach ihm benannt
- Athanasius Kircher (1602–1680), Universalgelehrter, unter anderem für Ägyptologie, Geologie, Medizin, Mathematik und Musiktheorie
- Théodore Moret (1602–1667), belgischer Mathematiker, Physiker und Astronom; der Mondkrater Moretus nach ihm benannt
- Johann Jakob Balde (1604–1668), Dichter
- Jacob Masen, Pseudonym: Ioannes Semanus (1606–1681), Poetiker, Theologe und Historiker
- Julien Maunoir (1606–1683), französischer Jesuitenpriester, Apostel der Bretagne
- Johann Eberhard Graf Neidhardt (1607–1681), Berater der spanischen Königin Maria Anna, Kardinal
- Heinrich Turck (1607–1669), Historiker, Verfasser von Annalen
- Nicolaus Schaten (1608–1676), westfälischer Historiker
- Caspar Schott (1608–1666), deutscher Autor und Pädagoge der Barockzeit
- António Vieira (1608–1697), portugiesischer Theologe und Missionar in Südamerika
- Nicolas Fiva (1609–1640), Schweizer Mathematiker und Missionar in Indien und China
- Wilhelm Gumppenberg (1609–1675), deutscher Theologe und Volksmissionar
- Johann II. Kasimir (1609–1672), ehemaliger Jesuit, Kardinal, ab 1648 König von Polen und Großfürst von Litauen, der gewählte Herrscher von Polen-Litauen sowie bis 1660 Titularkönig von Schweden
- Christoph Haunold (1610–1689), deutscher Philosoph, Theologe und Hochschullehrer
- Jean de Labadie (1610–1674), französischer Mystiker und pietistischer Separatist; er trat zur reformierten Kirche über
- Gabriel de Magalhães oder Magaillans (chinesisch 安文思, Pinyin Ānwénsī, * 1610; † 6. Mai 1677), portugiesischer Missionar und Ingenieur (Turmuhren, Carillons) in China, Gründer der alten St. Joseph’s Church in Peking. Auf Grund seiner Integrität gestattete der chinesische Kaiser Kangxi 1692 die Jesuitenmission[28] in China.
- Nicolaus von Avancini (1611–1686), Südtiroler Pädagoge, Dichter und Dramatiker
- Michał Boym (1612–1659), polnischer Wissenschaftler und Missionar in China
- Jean Garnier (1612–1681), französischer Patristiker, Kirchenhistoriker und Moraltheologe
- André Tacquet (1612–1660), flämischer Mathematiker, Wegbereiter der Infinitesimalrechnung
- Felix Kadlinský (1613–1675), tschechischer Schriftsteller und Übersetzer
- Heinrich Henrich (1614–1682), Schweizer Hochschullehrer und Bühnenautor
- Martino Martini (1614–1661), italienischer Kartograph und Historiker in China
- Charles de Noyelle (1615–1686), zwölfter Generaloberer, Amtszeit von 1682 bis 1686
- Paolo Casati (1617–1707), Italiener, Mathematiker und Astronom; der Mondkrater Casatus wurde nach ihm benannt
- David Lewis (1617–1679), englischer Märtyrer
- Michael Radau (1617–1687), deutscher Theologe
- Jean Crasset (1618–1692), französischer Theologe
- Francesco Maria Grimaldi (1618–1663), Physiker, Mathematiker und Astronom
- Alphonse Antonio de Sarasa (1618–1667), flämischer Mathematiker; gilt als Entdecker des dekadischen Logarithmus[29]
- Johann Ludwig Schönleben (1618–1681), slowenischer Prediger – nur eine Zeitlang Jesuit
- Bedřich Bridel (1619–1680), tschechischer Schriftsteller der Barockliteratur
- Heinrich Roth (1620–1668), Missionar; durch seine Sanskritstudien wurde er zum Pionier der modernen Indologie.
- Bohuslav Balbín (1621–1688), tschechischer Historiker, Geograph und Literat
- Jacques Courtois (1621–1675), französischer Historienmaler, Bruder von Guillaume Courtois
- Albert Dorville (auch Albert Le Comte d’Orville, chinesisch 吴尔铎绍伯, Pinyin Wu Er-duo Shao-bo; * 12. August 1621 in Brüssel, Belgien; † 8. April 1662 in Agra, Indien) war ein belgischer Missionar in China und Kartograph.
- Bernhard Diestel (1623–1660), Missionar und Forschungsreisender
- Johann Grueber (1623–1680), Forschungsreisender und Missionar in China, Indien und Tibet
- Ferdinand Verbiest (1623–1688), Missionar in China
- Philippe Couplet (auch: Philip oder Philippus Couplet; chinesisch 柏應理, Pinyin bó yìng lǐ; * 31. Mai 1623, Mechelen, Spanische Niederlande; † 16. Mai 1693, Goa, Indien) war ein belgischer Missionar in China.
- François d’Aix de Lachaise (1624–1709), Professor der Physik; Père-Lachaise, der größte Friedhof von Paris, ist nach ihm benannt
- Thyrsus González (1624–1705), 13. Generaloberer, Amtszeit von 1687 bis 1705
- Gaspar Alphonsus Álvares (1626?–1708), Bischof von São Tomé von Meliapore[30]
- Dominique Bouhours (1628–1702), Philologe, Historiker und Verfasser religiöser Werke
- Daniel Papebroch (1628–1714), Kirchenhistoriker und -schriftsteller; zählt zur Gruppe der sogenannten Bollandisten
- Matěj Václav Šteyer (1630–1692), tschechischer Prediger, Pädagoge, Übersetzer und religiöser Schriftsteller
- Mathias Tanner (1630–1692), böhmischer Theologe und Ordenshistoriker; zeitweise Rektor der Karls-Universität Prag
- Adam Adamandy Kochański (1631–1700), polnischer Mathematiker (Näherungskonstruktion von Kochański) und Uhrmacher
- Francesco Lana Terzi (1631–1687), italienischer Erfinder (Luftschiff, Blindenschrift)
- Claude-François Ménestrier (1631–1705), französischer Theologe
- Louis Bourdaloue (1632–1704), französischer Prediger am Hof Ludwigs XVI
- Antoine Verjus (1632–1706), Prokurator der französischen Jesuitenmissionen im Nahen und Fernen Osten
- Martin Szentiványi (1633–1705), ungarisch-slowakischer Hochschullehrer, Enzyklopädist, Kontroverstheologe
- Jacques Marquette (1637–1675), französischer Missionar und Entdecker in Nordamerika
- Johann Bock (1638–1688), deutscher Gelehrter und Autor geistlicher Schriften
- Caspar Adelmann (1641–1703), Gelehrter und akademischer Lehrer
- Claude de la Colombière (1641–1682), Heiliger, Missionar
- Franz de Hieronymo (1642–1716), Volksmissionar in Italien, Heiliger
- Philipp Jeningen (1642–1704), Volksmissionar in Deutschland, Mystiker
- Andrea Pozzo (1642–1709), italienischer Maler, Architekt und Kunsttheoretiker
- Michel Le Tellier (1643–1719), Franzose, Provinzial des Jesuitenordens und Beichtvater Ludwigs XIV.; gehörte zu den Mitbegründern des Journal de Trévoux
- Friedrich von Lüdinghausen Wolff (1643–1708), Kanzler der Universität Breslau, kaiserlicher Capellan
- Kaspar Knittel (1644–1702), Prediger, Philosoph und Mathematiker sowie Rektor der Karlsuniversität Prag
- Antoine Thomas (1644–1709), belgischer Missionar und Astronom am Hofe des Kaisers von China
- Balthasar Adelmann (1645–1713), Lehrer an verschiedenen Jesuitenuniversitäten bzw. -gymnasien
- Eusebio Francisco Kino (1645–1711), italienischer Missionar in Nordamerika
- Jean Hardouin (1646–1729), Philologe und Theologe
- Johannes de Britto (1647–1693), portugiesischer Missionar und Märtyrer, Heiliger
- Joseph Adelmann (1648–1693), deutscher Hochschullehrer
- Tommaso Ceva (1648–1736), italienischer Dichter und Mathematiker
- Nicolò Partenio Giannettasio (1648–1715), Universalgelehrter und neulateinischer Dichter
- Jakub Kresa (1648–1715), böhmischer Jesuit, Mathematiker, Theologe und zeitweise der Beichtvater Karls VI.
- Michelangelo Tamburini (1648–1730), 14. Generaloberer, Amtszeit von 1706 bis 1730

### 1651 bis 1700
- Johann Philipp Bettendorff (1625-1698), luxemburgischer Missionar und Maler
- Guy Tachard (1651–1712), französischer Missionar und Mathematiker
- Paul Klein (1652–1717), Missionar, Pharmazeut, Botaniker, Autor einer astronomischen Observation, Schriftsteller, Rektor und Ordens-Provinzial der Philippinen
- Claudius Lacroix (* 7. April 1652 in Dahlem (Herzogtum Limburg, heute Luxemburg); † 1./2. Juni 1714 in Köln), bedeutender Moraltheologe des 18. Jahrhunderts;[31][32][33][34][35] Hauptwerk: Concertatio Ecclesiæ Catholicæ in Anglica, adversus Calvino-Papistas et Puritanos (Trier, 1583)
- Samuel Fritz (1654–1725), böhmischer Missionar, der als Erster den Amazonas kartographierte
- Johann Christoph Raßler (1654–1723), deutscher Theologe und Gelehrter
- Pierre de Varignon (1654–1722), französischer Wissenschaftler, Mathematiker (Satz von Varignon) und Physiker
- Anton Sepp von Seppenburg (1655–1733), Südtiroler Missionar in Südamerika
- Paul Aler (1656–1727), Philologe und Dichter aus Luxemburg
- Xaver Jakub Ticin (1656–1693), sorbischer Sprachwissenschaftler
- Claude Visdelou (1656–1737), Ordensmann, Sinologe und Bischof
- Claude Buffier (1661–1737), in Polen in einer französischen Familie geborener französischer Philosoph und Historiker
- Georg Joseph Kamel (1661–1706), österreichischer Naturkundler, Arzt und Missionar auf den Philippinen
- René-Joseph de Tournemine (1661–1739), französischer Autor des Journal de Trévoux
- Joseph Vogler (1661–1708), deutscher Theologe
- Francisco Laynez[36] (1663–1715), Portugiese, Bischof von São Tomé von Meliapore
- Urban Kobert (1666–1752), Theologe und Philosoph, u. a. in Heidelberg
- Giovanni Girolamo Saccheri (1667–1733), italienischer Philosoph, Theologe und Mathematiker
- Bartholomäus des Bosses (1668–1738), belgischer Theologe und Philosoph
- Giovanni Battista Sidotti (1668–1714), italienischer Jesuitenpriester und Missionar
- José Pinheiro (Bischof)[37] (1669–1744), Bischof von São Tomé von Meliapore
- Jean-Antoine du Cerceau (1670–1730), französischer Dichter, Dramatiker und Literat. Lehrer von Louis François de Bourbon-Conti
- Giovanni Battista Salerni (1670–1729), Professor an der Päpstlichen Universität Gregoriana und am Germanicum, römischer Kardinal
- František Tillisch (* 1670 in Warschau; † 1716 in Peking), Mathematiklehrer und Astronom in Prag, Missionar in China.[38][39] Er entwickelte Modelle, um Sonnen- und Mondfinsternisse vorherzusagen.
- Franz Retz (1673–1750), 15. Generaloberer, Amtszeit von 1730 bis 1750
- Jean-Baptiste Du Halde (1674–1743), französischer Jesuit, Geograph und Sinologe
- Charles Porée[40][41][42] (* 4. September 1675 in Vendes, Normandie; † 11. Januar 1741 in Paris), französischer Erzieher, Dichter (Jesuitentheater), Orator, wichtiger Lehrer von Voltaire
- Karel Slavíček, (chinesisch 嚴嘉樂, Pinyin Yán Jiālè), (* 12. Dezember 1678; † 24. September 1735) war ein Missionar und Wissenschaftler; als erster tschechischer Sinologe und Ersteller der ersten präzisen Landkarte von Peking[43][44] lebte er dort 18 Jahre und starb auch in Peking.
- Ignaz Kögler (1680–1746), Missionar in China
- Pierre François Xavier de Charlevoix (1682–1761), französischer Reisender und Historiker
- Ignazio Visconti (1682–1755), 16. Generaloberer, Amtszeit von 1751 bis 1755
- Ippolito Desideri (1684–1733), italienischer Missionar in Tibet
- Pierre François Guyot Desfontaines (1685–1745), französischer Literaturkritiker, Journalist und Schriftsteller – von 1700 bis 1715 Jesuit
- Bartolomeu de Gusmão (1685–1724), Naturwissenschaftler und Erfinder aus der damaligen portugiesischen Kolonie Brasilien
- Luigi Centurioni (1686–1757), 17. Generaloberer, Amtszeit von 1755 bis 1757
- Jan Radomiński (1687–1756), polnischstämmiger Beichtvater am Hof König Ludwigs XV.
- Giovanni Battista Scaramelli (1687–1752), italienischer Schriftsteller aszetischer und mystischer Bücher
- Pierre Brumoy (1688–1742), französischer Literat und Mitarbeiter der Zeitschrift Journal de Trévoux
- Louis-Bertrand Castel (1688–1757), französischer Mathematiker und Cartesianer
- Giuseppe Castiglione (1688–1766), Missionar in China
- Domenico Zipoli (1688–1726), italienischer Barockkomponist und Missionar in Argentinien
- Antoine Gaubil (1689–1759), französischer Missionar in China
- Gabriel Malagrida[45] (* 18. September oder 6. Dezember 1689 in Menaggio, Italien; † 21. September 1761 in Lissabon, Portugal), italienischer Missionar und politischer Spin-Doctor im höfischen Portugal, maßgeblich in den Processo dos Távoras[46][47] verwickelt; diese Affäre führte letztendlich zur Aufhebung des Jesuitenordens[48]
- Daniele Farlati (1690–1773), italienischer Kirchenhistoriker
- Ignatz Mühlwenzel (1690–1766), böhmischer Professor der Mathematik an Universitäten in Prag und Breslau
- Franz Hunolt (1691–1746), deutscher Philosoph und Theologe; gilt als populärster deutscher Prediger des frühen 18. Jahrhunderts
- Jacques Dedelley (1694–1757), Schweizer, Theologe und Philosoph
- Martin Schmid, auch Esmid (1694–1772), Schweizer Missionar, Musiker und Baumeister
- Johann Georg Gerstlacher (1697–1779), Missionar in Mexiko und auf den Philippinen
- Franz Neumayr (1697–1765), deutscher Prediger, Dramatiker und Schriftsteller
- Erasmus Fröhlich (1700–1758), österreichischer Historiker, Bibliothekar und Numismatiker

## 18. Jahrhundert

### 1701 bis 1750
- Jean-Damascène Sallusti, (italienischer Maler italienisch Giovanni Damasceno, chinesisch 安德義 / 安德义, Pinyin ān déyì An Deyi, gestorben 1781 in Peking).[49]
- Anton Gogeisl (1701–1771), Missionar in China
- Gottfried Xaver von Laimbeckhoven[50] (* 9. Januar 1701 in Wien; † 22. Mai 1787 in Tangjiaxiang bei Songjiang), österreichischer Missionar in China und als solcher apostolischer Vikar von Nanjing sowie Administrator von Peking
- Jean-Denis Attiret (1702–1768), Missionar in China
- August von Hallerstein (1703–1774), Missionar in China
- José Francisco de Isla (1703–1781), spanischer Schriftsteller, Satiriker und Übersetzer
- Lorenzo Ricci (1703–1775), 18. Generaloberer, Amtszeit von 1758 bis 1775 (bis zur Auflösung des Ordens)
- Theodor Schneider (1703–1764), Rektor der Universität Heidelberg; erster katholischer deutscher Priester auf dem Gebiete der heutigen USA
- Joseph Franz (1704–1776), österreichischer Naturwissenschaftler
- Guillaume François Berthier (1704–1782), französischer Publizist
- Clemens Joseph Colaco Leitao (1704–1771), Portugiese, Bischof der Diözese Cochin in Südindien
- Joseph Zwinger (1705–1772), deutscher Hochschullehrer in der Schweiz und in Deutschland
- Florian Josef Bahr (1706–1771), Missionar in China
- Giuseppe Asclepi (1706–1776), italienischer Astronom und Physiker; Direktor des Observatoriums am Collegio Romano
- Vincenzo Riccati (1707–1775), italienischer Mathematiker (Riccatische Differentialgleichung)
- Ignaz Sichelbarth (1708–1780), Missionar in China
- Franz Xaver Widenhofer (1708–1755), deutscher Theologe und Hochschullehrer
- Rudjer Josip Boskovitsch (1711–1787), Mathematiker und Physiker
- François-Joseph Terrasse Desbillons (1711–1789), französischer Fabeldichter und neulateinischer Schriftsteller
- Berthold Hauser (1713–1762), Mathematiker, Philosoph und Hochschullehrer
- Karl Busäus (1714–1782), Theologe und Hochschullehrer
- Adam Emanuel de Gabrieli (1715–1785), Professor und Spitalpfarrer in Eichstätt
- Joseph Stepling (1716–1778), deutsch-tschechischer Gelehrter (Geographie, Meteorologie und Astronomie)
- João de Loureiro (1717–1791), portugiesischer Missionar und Botaniker
- Martin Dobrizhoffer (1717/18–1791), Missionar und Bahnbrecher der modernen Ethnologie
- Joseph Amiot (1718–1793), Missionar in China, Astronom und Historiker
- Joseph Liesganig (1719–1799), österreichischer Theologe, Astronom und Vermesser
- Christian Mayer (1719–1783), böhmischer Experimentalphysiker, Astronom, Kartograph und Meteorologe
- Joseph Walcher (1719–1803), österreichischer Mathematiker und Physiker; Planer von Wasserbauten und Erforscher von Alpengletschern
- Jacob Hardmann (1720–1760), deutscher Philosoph, Theologe und Hochschullehrer
- Maximilian Hell (1720–1792), österreichischer Astronom
- Antonín Boll (1721–1792), tschechischer Philosoph
- Filippo Salvatore Gilii (1721–1789), Italienischer Missionar in Südamerika, Sprachforscher (Carib-Sprachen) und Ethnologe
- Gabriel Lenkiewicz (1722–1798), Generaloberer während der Auflösung des Ordens 1785–1798
- Johann Heinrich von Kerens (1725–1792), Bischof von Roermond (Niederlanden), Wiener Neustadt und St. Pölten (beide Niederösterreich)
- Ignaz Pfefferkorn (1726–1798), deutscher Missionar und Naturforscher
- Francesco Cetti (1726–1778), Deutsch-Italiener, Mathematiker und Zoologe
- Marcin Odlanicki Poczobutt (1728–1810), polnisch-litauischer Astronom und Mathematiker
- Franz Xaver Freiherr von Wulfen (1728–1805), österreichischer Botaniker und Mineraloge
- Stanislaw Czerniewicz (1728–1785), Generaloberer während der Auflösung des Ordens 1782–1785
- Jan Tesánek (1728–1788), tschechischer Gelehrter und Autor wissenschaftlicher Literatur
- Benedikt Stattler (1728–1797), deutscher katholischer Theologe, Pädagoge und Philosoph
- Sigismund Anton von Hohenwart (1730–1820), Bischof von Triest sowie St. Pölten und Erzbischof von Wien
- Leopold Biwald (1731–1805), Professor für Logik, Physik an der Universität Graz; 1786–1787 und 1798–1799 Rektor
- Francisco Javier Clavijero (1731–1787), mexikanischer Schriftsteller
- Franciscus Kareu (1731–1802), Generaloberer während der Auflösung des Ordens 1799–1802
- Nikolaus Burkhäuser (1733–1809), Philosoph und Hochschullehrer in Bamberg und Würzburg
- Adam Naruszewicz (1733–1796), polnisch-belarussischer Dichter, Historiograph und Bischof in Belarus
- Lorenzo Hervás y Panduro (1735–1809), spanischer Sprachwissenschaftler
- John Carroll (1735–1815), erster katholischer Bischof der USA, Gründer der Georgetown University
- Mathias Gabler (1736–1805), deutscher Physiker, Hochschullehrer und Schulreformator
- Joseph Hilarius Eckhel (1737–1798), Österreicher, Begründer der Numismatik als Wissenschaft
- Joseph Pignatelli, spanisch: José María Pignatelli (1737–1811), Spanier; nach dem Verbot des Ordens inoffizieller Provinzial
- Joseph Benedikt Heyrenbach (1738–1779), Historiker und Bibliothekar
- Andrés Cavo (* 21. Januar 1739 in Guadalajara; † 1803 in Rom), mexikanischer Historiker über das Vizekönigreich Neuspanien (spanisch Virreinato de Nueva España; 1535–1821). Seine Historia de México gilt als “the first attempt of a general history of the period of Spanish domination in Mexico”.[51][52]
- Ignác Cornova (1740–1822), italienischer Historiker, Pädagoge und Dichter
- Gabriel Gruber (1740–1805), Generaloberer während der Auflösung des Ordens 1802–1805
- Juan Andrés y Morell (1740–1817), spanischer Bibliothekar und Aufklärer, der überwiegend in Italien wirkte
- Juan Ignacio Molina (1740–1829), chilenischer Naturforscher
- Stanislav Vydra (1741–1804), tschechischer Mathematiker
- Augustin Barruel (1741–1820), Domherr in Paris, Publizist und Schriftsteller
- Antal Andrássy de Csíkszentkirály et Krasznahorka[53][54] (* 28. Oktober 1742 in Rumanová; † 12. November 1799), Ungar, Bischof des Bistums Rožňava bzw. Rosenau
- Anton Kautschitz (1743–1814), Weihbischof von Wien und Bischof von Laibach
- Francis Triesnecker (1745–1817), österreichischer Astronom, Geodät, Mathematiker und Philosoph
- Antonín Strnad (1746–1799), böhmischer Mathematiker, Astronom und Meteorologe
- Franz von Paula Schrank (1747–1835), deutscher Botaniker und Insektenforscher
- Aloisius Fortis (1748–1829), 20. Generaloberer von 1820 bis 1829
- Leonhard Bayrer (1749–1802), deutscher Moraltheologe und Schriftsteller
- Tadeusz Brzozowski (1749–1820), 19. Generaloberer von 1814 bis 1820 (seit der Wiedererrichtung des Ordens)
- Franciszek Dionizy Kniaźnin (1750–1807), polnischer Dichter
- Wenzel Dientzenhofer (1750–1805), böhmischer Rechtsgelehrter und Historiker

### 1751 bis 1800
- Johann Michael Sailer (1751–1832), Theologe und Bischof von Regensburg
- Georg Anton Dätzel (1752–1847), Forstwissenschaftler, Mathematiker und Hochschullehrer
- Josef Dobrovský (1753–1829), Tscheche, Begründer der modernen tschechischen Schriftsprache
- Carlo Odescalchi (1785–1841), Kardinal und Erzbischof von Ferrara
- Joannes Philippus Roothaan (1785–1853), 21. Generaloberer, Amtszeit von 1829 bis 1853
- Charles Felix van Quickenborne (* 21. Januar 1788 in Petegem, nahe Deinze, Belgien; † 1837)[55] Van Quickenborne war Gründer der St. Louis University.[56] Er wurde 1815 Jesuit in Gent, Belgien, auf eigenen Wunsch wurde er 1817 als Missionar in die Staaten geschickt.[57] Unrühmlich ist aus heutiger Sicht sein Verhalten als Sklavenhalter.[58]
- Luigi Taparelli d’Azeglio (1793–1862), Piemonteser, Wegbereiter des neuscholastischen Thomismus, Bruder von Massimo d’Azeglio
- Giovanni Perrone (1794–1876), Theologe und Dogmatiker
- Pierre Jean Beckx (1795–1887), 22. Generaloberer, Amtszeit von 1853 bis 1887
- Giuseppe Marchi (1795–1860), italienischer Archäologe

## 19. Jahrhundert

### 1801 bis 1850
- Pierre-Jean De Smet (1801–1873), Missionar im Nordwesten der USA. Er galt als Freund von Sitting Bull (Tatanka Iyotanka).
- Alexis Canoz[59] (1805–1888), Bischof von Trichinopoly, Indien
- Francesco de Vico (1805–1848), italienischer Astronom an der vatikanischen Sternwarte; der Mondkrater De Vico und der Asteroid (20103) de Vico wurden zu seinen Ehren benannt
- Adrien-Hyppolyte Languillat[60] (1808–1878), Franzose, Titularbischof von Sergiopolis, Apostolischer Vikar in Kiangnan, China
- Augustin de Backer[61] (* 18. Juli 1809 in Antwerpen, Belgien; † 1. Dezember 1873 in Lüttich, Belgien), bekannter Bibliograph; Hauptwerk: La bibliothèque des écrivains de la Compagnie de Jésus
- Walter Steins Bisschop (1810–1881), Apostolischer Vikar von Bombay, West-Bengalen (Kalkutta), Bischof von Auckland (Neuseeland)
- Josef Kleutgen (1811–1883), deutscher Theologe in Rom
- Carlo Passaglia (1812–1887), italienischer Theologe
- Paulus Melchers (1813–1895), Erzbischof des Erzbistums Köln, Kardinal
- Johannes Baptist Franzelin (1816–1886), Dogmatiker, Theologe des Ersten Vatikanischen Konzils, Kardinal
- Angelo Secchi (1818–1878), italienischer Astronom
- Antonius Anderledy (1819–1892), 23. Generaloberer, Amtszeit von 1887 bis 1892
- Adolf von Doß (1825–1886), bayerischer Adeliger, Schriftsteller und Komponist
- Johann Gabriel Leo Louis Meurin (23. Januar 1825 in Berlin; gest. 1. Juni 1895 in Port Louis, Mauritius), Bischof von Port-Louis (Mauritius). Verfasser von Büchern und Artikeln, insbesondere antimasonische Hetzerei.[62]
- Konstantin von Schaezler (1827–1880), Vertreter des Neuthomismus und der Neuscholastik, Berater beim Ersten Vatikanischen Konzil in Rom
- Gerhard Schneemann (1829–1885), deutscher Theologe und Kirchenhistoriker
- Hugo Hurter (1832–1914), Schweizer Theologe und Autor
- Camillo Mazzella (1833–1900), italienischer Theologe und Kardinal
- Pierre Jean Marie Delavay (1834–1895), französischer Missionar, Entdecker und Botaniker in China
- Gaspare Stanislao Ferrari (1834–1903), italienischer Mathematiker und Astronom
- Carlos Sommervogel (1834–1902), französischer Kirchenhistoriker, Bibliothèque de la Compagnie de Jésus
- Séraphin Couvreur (1835–1919), französischer Sinologe und Missionar in China
- Joseph Epping (1835–1894), deutscher Altorientalist und Astronomiehistoriker
- Karl Heinrich Heichemer (1836–1893), katholischer Priester und Jesuit in den USA
- Pierre Heude (1836–1902), französischer Missionar und Naturforscher
- Jacques Berthieu (1838–1896), Missionar auf Madagaskar, Seliger
- Antonius Maria Bodewig (1839–1915), deutscher Missionar in Indien und Ordensgründer – von 1856 bis 1888 Jesuit
- Adolf Freiherr von Berlichingen (1840–1915), deutscher Theologe, Schriftsteller, Philologe, Arzt und Philosoph
- Charles Lavigne (1840–1913), Ordensgründer sowie Apostolischer Vikar und Titularbischof in Indien, Diözesanbischof von Trincomalee in Sri Lanka
- Federico Faura (1840–1897), spanischer Mathematikprofessor und bedeutender Meteorologe
- Stephan Beissel (1841–1915), Historiker und Kunsthistoriker
- Franz Xaver Wernz (1842–1914), 25. Generaloberer, Amtszeit von 1906 bis 1914
- Heinrich Haan (1844–1909), deutscher Theologe, Philosoph und Leiter der deutschen Ordensprovinz der Jesuiten
- Gerard Manley Hopkins (1844–1889), englischer Lyriker
- Franziskus Ehrle (1845–1934), deutscher Kurienkardinal und Bibliothekar
- Hartmann Grisar (1845–1932), der „Luther-Grisar“, deutsch-österreichischer Kirchenhistoriker und Reformationsforscher
- Louis Billot (1846–1931), französischer Kardinal von 1911 bis 1927
- Johann Nepomuk Strassmaier, auch Strassmayer, (* 15. Mai 1846 in Hagnberg (Mitterfels), Bayern; † 11. Januar 1920 in London) war ein deutscher Altorientalist und Wissenschaftshistoriker, der zu seiner Zeit als einer der führenden Assyriologen galt.
- Luis Martín García (1846–1906), 24. Generaloberer von 1892 bis 1906
- Johann Georg Hagen (1847–1930), Österreicher, Direktor der Vatikanischen Sternwarte[63]
- Hermann Jürgens (1847–1916), Erzbischof von Bombay
- Wilhelm Kreiten (1847–1902), Lyriker, Literaturhistoriker und -kritiker
- Jean-Marie Barthe[64] (1849–1934), Bischof von Trichinopoly, Indien
- Jan Beyzym (1850–1912), Ukrainer, „Diener der Aussätzigen“, Leprastation Ambahivoraka, Seliger

### 1851 bis 1900
- Emmanuel Magri, auch Manuel oder Manwel (* 27. Februar 1851 in Valletta; † 29. März 1907 in Sfax), Malteser, Pionier der dortigen archäologischen Forschung[65][66]
- Jakob Rebmann (1851–1935), Indianermissionar und Stadtpfarrer in Spokane, Washington sowie Rektor des dortigen Gonzaga-Colleges
- Paul Graf von Hoensbroech (1852–1923), deutscher Jurist, Philosoph und Bekämpfer des ultramontanen Katholizismus – von 1878 bis 1892 Jesuit
- Guido Maria Dreves (1854–1909), Hymnologe und geistlicher Lyriker, Sohn des Notars und Dichters Leberecht Dreves
- Heinrich Pesch (1854–1926), Theologe, Nationalökonom und Sozialphilosoph
- Otto Pfülf (1856–1946), Priester aus der Diözese Speyer, Spiritual am Collegium Germanicum in Rom sowie bekannter Autor großangelegter Biografien
- Léon Wieger (1856–1933), elsässischer Theologe, Mediziner, Sinologe und Missionar in China
- Charles Givelet[67] (* 4. Juli 1857 in Reims; † 9. Dezember 1935), Franzose, Erzbischof von Fianarantsoa, Madagaskar
- Jón Sveinsson (1857–1944), isländischer Schriftsteller
- Joseph Fischer (1858–1944), deutsch-österreichischer historischer Geograf
- Josef Hilgers (1858–1918), deutscher Theologe und Schriftsteller
- Louis Cheikhô (1859–1927), irakisch-libanesischer Orientalist und Theologe
- Hermann Döring (1859–1951), deutscher Bischof in Poona, Indien
- Anton Puntigam (1859–1926), österreichischer Jugendseelsorger und geistlicher Schriftsteller
- Erich Wasmann (1859–1931), Südtiroler Entomologe
- Louis Marie Froc, (劳积勋), Lao Jixun, auch bekannt unter dem Namen Aloysius Fros oder Aloys Froc) (24. Dezember 1859 in Brest–13. Oktober 1932-Paris im XVe Arrondissement[68] war ein Entdecker und französischer Missionar. Er würde bekannt für seine Arbeiten zur Vorhersage und zum Verhalten tropischer Wirbelstürme. Er wurde auch « Père des typhons » oder « Prêtre des typhons » genannt.[69]
- Joseph Dahlmann (1861–1930), deutsch-luxemburgischer Theologe, Indologe und Orientalist
- Friedrich von Waldburg-Wolfegg-Waldsee (1861–1895), später „Pater Friedrich de Waldburg“
- Franz Xaver Kugler (1862–1929), deutscher Chemiker, Mathematiker, Astronom und Assyriologe
- Henri Lammens (1862–1937), belgischer Orientalist
- Leopold Fonck (1865–1930), deutscher Theologe
- Wladimir Ledóchowski (1866–1942), 26. Generaloberer, Amtszeit von 1915 bis 1942
- Alois Gatterer[70] (* 28. Januar 1866 in Reichraming, Österreich; † 17. Februar 1953 in Innsbruck), Astronom an der Vatikanischen Sternwarte und Autor des ersten „Spektrochemischen Atlas“ mit allen Linienspektren von 73 chemischen Elementen (1949, drei Bände), sowie der „Spectrochimica Acta“ mit bis heute unentbehrlichen Molekularspektren von 40 Metalloxiden und 45 UV-strahlenden Elementen
- James Cullen (1867–1933), irischer Mathematiker (Cullen-Zahl)
- Louis Van Hoeck[71] (* 17. April 1870 in Antwerpen; † 30. April 1933), Bischof von Ranchi, Indien
- Pietro Boetto (1871–1946), Kardinal von Genua
- Johann Willem Jakob Antoon Stein (* 1871 in Grave; † 1951 in Rom), niederländischer Astronom an der Vatikanischen Sternwarte, der Mondkrater Stein[72] wurde nach ihm benannt
- Maurice de la Taille (1872–1933), französischer Theologe
- Johannes Rabeneck (1874–1960), Dogmatiker
- Giuseppe Gianfranceschi (1875–1934), italienischer Wissenschaftler
- Joachim Rodrigues Lima[73] (* 18. Mai 1875 in Anha, Portugal; † 21. Juli 1936), Erzbischof von Bombay, Indien
- Rupert Mayer (1876–1945), im Widerstand gegen den Nationalsozialismus aktiv, Seliger
- Auguste Haouissée (1877–1948), Franzose, erster Bischof von Shanghai
- Hermann Muckermann (1877–1962), deutscher Biologe und Rassenhygieniker
- Joseph Maréchal (1878–1944), belgischer Philosoph des Neuthomismus
- Pierre Rousselot (1878–1915), französischer Jesuit, Philosoph und Theologe
- Francis Tiburtius Roche (1879–1955), Bischof der Diözese Tuticorin, erster einheimischer Missionsbischof des lateinischen Ritus im 20. Jahrhundert
- Henri Werling (1879–1961), luxemburgischer Administrator für Estland
- August Benninghaus (1880–1942), Gegner des Nationalsozialismus, gestorben im KZ Dachau
- Michel d’Herbigny (1880–1957), französischer Orientalist und Geheimbischof in der Sowjetunion
- Franz Hürth (1880–1963), deutscher Moraltheologe
- John La Farge (1880–1963), US-amerikanischer Priester, Journalist und Aktivist gegen die Rassendiskriminierung
- Cornelius Nicolaas Petrus Wessels[74][75] (* 8. September 1880 in Helmond, Niederlande; † 2. Februar 1964 in Maastricht), Historiker; sein Spezialgebiet war die Erforschung der Mission in Tibet und China
- Augustin Bea (1881–1968), Provinzial, Beichtvater Pius’ XII., Kurienkardinal
- Pierre Teilhard de Chardin (1881–1955), Theologe, Philosoph und Anthropologe
- James B. Macelwane (1883–1956), US-amerikanischer Seismologe
- Albert Maring (1883–1943), Priester und Märtyrer; starb im KZ Dachau
- Friedrich Muckermann (1883–1946), Publizist und Widerstandskämpfer gegen den Nationalsozialismus
- Oscar Sevrin[76][77] (1884–1975), Bischof von Ranchi (Jharkhand) und Raigarh-Ambikapur (Chhattisgarh) und Titularbischof von Mossyna
- Georg Hofmann (1885–1956), deutscher Historiker und Byzantinist
- Edmund Aloysius Walsh (1885–1956), US-Amerikaner, Professor für Geopolitik und Gründer der Georgetown University School of Foreign Service
- Alois Grimm (1886–1944), Deutscher, Editor des Ambrosiasters, Opfer des Nationalsozialismus
- Daniel Dajani[78][79][80][81] (1887–1947), Märtyrer
- Robert Leiber (1887–1967), deutscher Professor an der Gregoriana, Mitarbeiter von Papst Pius XII.
- Otto Faller (1889–1971), Deutscher, Provinzial, Editor der Werke des Kirchenlehrers Ambrosius von Mailand
- Jean Baptiste Janssens (1889–1964), 27. Generaloberer von 1946 bis 1964
- Josef Andreas Jungmann (1889–1975), österreichischer Liturgiker und Konzilsberater
- Erich Przywara (1889–1972), Philosoph und Theologe
- Sebastian Tromp (1889–1975), niederländischer Theologe
- Oswald von Nell-Breuning (1890–1991), Theologe, Nationalökonom und Sozialphilosoph
- Eduard Profittlich (1890–1942), deutscher Titularerzbischof für Estland
- Johann Steinmayr[82] (1890–1944), österreichischer Jesuitenpater, hingerichtet
- Thomas Roch Agniswami (1891–1974), Bischof von Kottar, Indien
- Irénée Hausherr (1891–1978), Elsässer, Professor für Patristik und ostkirchliche Spiritualität am Päpstlichen Orientalischen Institut
- Nicola Laudadio (1891–1969), Italiener, Bischof von Galle
- Miguel Pro (1891–1927), mexikanischer Märtyrer, 1988 seliggesprochen, Prozess zur Heiligsprechung läuft
- Gustav Gundlach (1892–1963), Sozialethiker, Sozialphilosoph und Sozialwissenschaftler; gilt als Repräsentant der katholischen Soziallehre des frühen 20. Jahrhunderts
- Augustin Rösch (1893–1961), Provinzial, Mitglied des Widerstands gegen den Nationalsozialismus
- Friedrich August Georg von Sachsen (1893–1943), Kronprinz von Sachsen und Priester
- Thomas d’Esterre Roberts (* 7. März 1893; † 28. Februar 1976), Erzbischof (1937 bis 1950) von Bombay
- Adolf Rodewyk (1894–1989), deutscher Exorzist und Rektor der Residenz der St.-Ansgar-Schule in Hamburg
- Henri de Lubac (1896–1991), französischer Theologe, Kardinal
- Robert Regout (1896–1942), niederländischer Jurist und Opfer des Nationalsozialismus
- Victor Dillard (1897–1945), französischer Wirtschaftswissenschaftler und Widerstandskämpfer
- Leonard Feeney (1897–1978), US-amerikanischer Theologe mit umstrittener Lehrmeinung – von 1914 bis 1949 Jesuit
- Hugo Makibi Enomiya-Lassalle (1898–1990), Zen-Meister
- Niclas Kujur[83] (* 7. September 1898 in Banripahar; † 25. Juli 1960), Erzbischof von Ranchi, Indien
- Josef de Vries (1898–1989), deutscher Philosoph der Neuscholastik
- Georges Xenopulos[84] (* 23. August 1898 in Syra; † 28. Januar 1980), Bischof von Syros und Santorini sowie Apostolischer Administrator von Kreta
- Ivo Zeiger (1898–1952), deutscher Kirchenrechtler, Schriftsteller
- Giovanni Fausti (1899–1946), italienischer Missionar; in Albanien verhaftet und hingerichtet
- Joseph Junkes (1900–1984), deutscher Astronom
- Hugo Rahner (1900–1968), deutscher Theologe und Historiker

## 20. Jahrhundert

### 1901 bis 1925
- Paolo Dezza (1901–1999), Kommissarischer Generaloberer von 1981 bis 1983 für Pedro Arrupe, Kardinal
- Luis Alberto Hurtado Cruchaga (1901–1952), chilenischer Heiliger
- Otto Pies (1901–1960), Kritiker des Nationalsozialismus
- Edwin Pinto (1901–1978), Bischof von Ahmedabad
- Werner Barkholt (1902–1942), elsässischer Priester im Widerstand gegen den Nationalsozialismus
- Engelbert Kirschbaum (1902–1970), Archäologe, Leiter der Ausgrabungen unter dem Petersdom
- Ferdinand Maaß (1902–1973), österreichischer Kirchenhistoriker und Josephinismus-Forscher
- Johannes Baptist Lotz (1903–1992), deutscher Philosoph
- Pablo Muñoz Vega (1903–1994), Kardinal von Quito
- Augustine Francis Wildermuth (1904–1993), Bischof von Patna
- Walter Brugger (1904–1990), deutscher Philosoph
- Bernard Joseph Francis Lonergan (1904–1984), kanadischer Religionsphilosoph
- Karl Rahner (1904–1984), Theologe des Zweiten Vatikanischen Konzils
- Mario von Galli (1904–1987), Theologe und Publizist
- Jean Daniélou (1905–1974), französischer Kardinal und Mitglied der Académie française
- Hans Urs von Balthasar (1905–1988), Schweizer Theologe
- Heinrich Dumoulin (1905–1995), deutscher Religionswissenschaftler, Erforscher des Zen-Buddhismus
- Joseph T. O’Callahan (1905–1964), US-amerikanischer Militärgeistlicher. Er wurde 1946 als erster Militärgeistlicher mit der Medal of Honor ausgezeichnet.
- Lothar König (1906–1946), Widerstandskämpfer gegen den Nationalsozialismus
- Daniel Dajani (* 2. Dezember 1906; † 4. März 1946), einer der Achtunddreißig Märtyrer von Albanien[85][86]
- Pedro Arrupe (1907–1991), 28. Generaloberer, Amtszeit von 1965 bis 1983, Spanier, Diener Gottes (Dei servus)
- Felix zu Löwenstein-Wertheim-Rosenberg (6. April 1907 – 21. Oktober 1986), Prinz und theologischer Autor bzw. Publizist.
- Frederick Copleston (1907–1994), englischer Philosoph
- Alfred Delp (1907–1945), Priester in München, Mitglied des Kreisauer Kreises, Opfer des Nationalsozialismus
- Lucien Matte (1907–1975), Kanadier, Gründer der Universität Addis Abeba (englisch Addis Ababa University, amharisch አዲስ አበባ ዩኒቨርሲቲ), der staatlichen Universität in Addis Abeba
- Josef Neuner (1908–2009), Professor in Indien, Berater Mutter Teresas
- Friedrich Wulf (1908–1990), deutscher Schriftsteller, Chefredakteur der Zeitschrift Geist und Leben, Konzilstheologe (Vatikanum II)
- Friedrich Kempf (1908–2002), deutscher Historiker und Kirchenhistoriker
- Heinrich Bacht (1910–1986), Professor für Fundamentaltheologie an der Philosophisch-Theologischen Hochschule Frankfurt am Main
- Charles Gomes (1910–2002), Bischof von Ahmedabad
- Alois Grillmeier (1910–1998), Kurienkardinal und Theologe
- Pius Kerketta (1910–1993), Erzbischof von Ranchi
- Franz von Tattenbach (1910–1992), Mittler im Widerstand gegen die Nationalsozialisten, Rektor am Pontificium Collegium Germanicum et Hungaricum de Urbe
- Adam Kozłowiecki (1911–2007), Erzbischof von Lusaka (Sambia), Kardinal
- Gustav A. Wetter (1911–1991), Professor für Geschichte der Russischen Philosophie am Päpstlichen Orientalischen Institut
- Walter Jackson Ong (1912–2003), amerikanischer Literaturwissenschaftler und Medientheoretiker
- Werner Bulst (1913–1995), deutscher Theologe und Grabtuchforscher
- Roberto Busa (1913–2011), italienischer Geisteswissenschaftler und Linguist, Erfinder des Index Thomisticus
- Marius Macrionitis (1913–1959), Erzbischof von Athen
- Walter J. Burghardt (1914–2008), Theologe, Prediger, Professor und Autor
- Ignace Abdo Khalifé (1914–1998), Libanese, erster maronitischer Bischof von Sydney in Australien
- Luis Enrique Orellana Ricaurte (1914–1997), Weihbischof in Quito
- Antonio de Hornedo Correa (1915–2006), Spanier, Bischof von Chachapoyas in Peru
- Johannes Leppich (1915–1992), Volksmissionsprediger, Gründer der action 365
- Gustave Martelet (1916–2014), französischer Theologieprofessor
- Klaus Luhmer (1916–2011), deutscher Pädagoge, Japanmissionar und Überlebender des Atombombenabwurfs auf Hiroshima
- Aloysius Jin Luxian (1916–2013), chinesischer Priester, Bischof von Shanghai
- Lawrence Trevor Picachy (1916–1992), Inder, Erzbischof von Kalkutta, Kardinal
- James Bertram Reuter,[87] BLD (* 21. Mai 1916; † 31. Dezember 2012), gebürtiger Amerikaner, wirkte ab dem 22. Lebensjahr auf den Philippinen, Professur an der Ateneo de Manila University; machte sich einen Namen als Kunstschaffender am Theater und in den Medien; aktiv im Widerstand gegen Ferdinand Marcos, Mitglied des 2. Quinquenniums (1. August 1974 – 12. August 1980)
- Antonio Orbe (1917–2003), baskischer Professor für Gnostizismus an der Päpstlichen Universität Gregoriana
- Paul-Pierre-Yves Dalmais (1917–1994), Erzbischof von N’Djaména
- Ricardo Durand Flórez (1917–2004), Erzbischof ad personam und Bischof von Callao
- Jan van Kilsdonk (1917–2008), niederländischer Studentenpfarrer
- Johannes Schasching (1917–2013), österreichischer Sozialethiker, Hochschullehrer und Autor
- Aimé Duval (1918–1984), religiöser Liedermacher/Chansonier
- Avery Dulles (1918–2008), US-amerikanischer Kardinal
- Fan Zhongliang, chinesisch 范忠良 (1918–2014), Bischof in der Diözese Shanghai
- Emerich Coreth (1919–2006), österreichischer Theologe und Philosoph
- Tomáš Špidlík (1919–2010), tschechischer Theologe und Patristiker, Kardinal
- Joseph Gelineau (1920–2008), französischer Komponist von Kirchenliedern
- Robert Frederick Drinan (1920–2007), US-amerikanischer Politiker und Jura-Professor an der Georgetown University
- Urbano Navarrete (1920–2010), spanischer Kirchenrechtler und Theologe, 1980 bis 1986 Rektor der Gregoriana, Kardinal
- Leo Soekoto (1920–1995), Erzbischof von Jakarta
- Patrick Treanor[88][89] (1920–1978), Engländer, Leiter des Vatikanischen Observatoriums von 1970 bis 1978
- Daniel Berrigan (1921–2016), US-amerikanischer Schriftsteller und Friedensaktivist
- Peter Dubovský (1921–2008), Weihbischof im Bistum Banská Bystrica, Slowakei
- Linus Nirmal Gomes (1921–2021), Bischof von Baruipur
- Pavel Mária Hnilica (1921–2006), slowakischer Untergrundbischof, Rektor der Priestergemeinschaft im Engelwerk in Rom
- Victor Razafimahatratra (1921–1993), madagassischer Erzbischof von Antananarivo
- Xavier Tilliette (1921–2018), französischer Philosoph und Theologe
- Roberto Tucci (1921–2015), Italiener, Leiter von Radio Vatikan, Organisator der Papstreisen, Kardinal
- Francis Leo Braganza (1922–2011), Inder, emeritierter Bischof von Baroda, Indien
- Federico O. Escaler (1922–2015), Prälat von Ipil
- Bernard Huijbers (1922–2003), niederländischer Komponist der Lieder von Huub Oosterhuis – bis 1973 Jesuit
- Walter Kern (1922–2007), deutsch-österreichischer Fundamentaltheologe und Herausgeber
- Didier Rimaud (1922–2003), französischer Dichter und Komponist geistlicher Lieder
- John Richard Sheets (1922–2003), Weihbischof in Fort Wayne-South Bend
- Augusto Vargas Alzamora (1922–2000), Peruaner, Erzbischof des Erzbistums Lima
- Raymond Bréchet (1923–2007), Schweizer Journalist und Berichterstatter beim II. Vatikanischen Konzil
- George Victor Saupin[90] (1923–1993), Bischof von Daltonganj (1971–1987) und von Bhagalpur (1987–1993), beides Indien
- Kurt Peter Gumpel (1923–2022), Kirchenhistoriker und theologischer Richter an der Kongregation für die Selig- und Heiligsprechungsprozesse
- Manuel Prado Pérez-Rosas (1923–2011), Erzbischof von Trujillo, Peru
- Paul Shan Kuo-hsi (1923–2012), emeritierter Bischof von Kaohsiung, Kardinal
- Albert Vanhoye (1923–2021), Bibelwissenschaftler, Kardinal
- Ján Chryzostom Korec (1924–2015), Bischof von Nitra, Kardinal
- Hans Bernhard Meyer (1924–2002), Theologieprofessor und Liturgiewissenschaftler
- Angelo Maria Rivato (1924–2011), Bischof von Ponta de Pedras in Brasilien
- Francisco José Arnáiz Zarandona (1925–2014), Weihbischof in Santo Domingo
- Michel de Certeau (1925–1986), Soziologe, Historiker und Kulturphilosoph
- José María Izuzquiza Herranz (1925–2011), Spanier, Apostolischer Vikar von Jaén en Peru o San Francisco Javier
- Dominik Kalata (1925–2018), slowakischer Untergrundbischof
- Bruno Schüller (1925–2007), deutscher Moraltheologe
- Juan Luis Segundo (1925–1996), Philosoph und Befreiungstheologe aus Uruguay
- Josef Sudbrack (1925–2010), deutscher Theologe
- Henry Volken (1925–2000), Präsident des NGO Entwicklungs-Komitees bei der UNO; Schweizer

### 1926 bis 1950
- Johannes Günter Gerhartz (1926–2016), deutscher Kirchenrechtler
- Walter Kerber (1926–2006), deutscher Theologe und Sozialethiker
- Jean-Yves Calvez (1927–2010), französischer Sozialphilosoph und Marxismusexperte
- Lothar Groppe (1927–2019), deutscher Militärpfarrer, Leiter der deutschsprachigen Sektion von Radio Vatikan, konservativer Essayist
- Franz Jalics (1927–2021), ungarischer Autor geistlicher Bücher
- Hans Ludvig Martensen (1927–2012), Däne, Bischof von Kopenhagen und Teilnehmer der letzten Sitzungsperiode des Zweiten Vatikanischen Konzils
- Carlo Maria Martini (1927–2012), Exeget, Erzbischof von Mailand, Kardinal
- Philibert Randriambololona (1927–2018), Erzbischof von Fianarantsoa, Madagaskar
- Ludvík Armbruster (1928–2021), österreichisch-tschechischer Theologe
- Luis Armando Bambarén Gastelumendi (1928–2021), Peruaner, Bischof von Chimbote
- Karl Josef Becker (1928–2015), deutscher Theologe und Dogmatiker, Kardinal
- Rutilio Grande (1928–1977), Vertreter der Theologie der Befreiung und ein Freund von Bischof Óscar Romero; 1977 ermordet
- Peter Henrici (1928–2023), Schweizer Theologe und Weihbischof in Chur
- Peter Hans Kolvenbach (1928–2016), niederländischer Sprachwissenschaftler, 29. Generaloberer, Amtszeit von 1983 bis 2008
- José Carlos de Lima Vaz (1928–2008), Bischof von Petrópolis, Brasilien, Universitätspräsident
- Norbert Lohfink (1928–2024), Professor der Philosophisch-Theologischen Hochschule Sankt Georgen in Frankfurt am Main
- Giuseppe Pittau (1928–2014), kommissarischer Generaloberer von 1981 bis 1983 für Pedro Arrupe
- Charles-Remy Rakotonirina (1928–2005), Bischof von Farafangana in Madagaskar
- Anton Rauscher (1928–2020), deutscher Sozialethiker
- Charles Louis Joseph Vandame (* 1928), Franzose, Alterzbischof von N’Djaména, Tschad
- Ludwig Wiedenmann (1928–2020), deutscher Ordenspriester, Missionswissenschaftler und Publizist
- Ludwig Bertsch (1929–2006), deutscher Theologe und Direktor des Missionswissenschaftlichen Instituts in Aachen
- Francisco Claver (1929–2010), Bischof von Malaybalay, Philippinen
- Rupert Lay (1929–2023), Philosoph, Theologe und Psychotherapeut
- Heinrich Segur (1929–2005), österreichischer Exerzitienleiter und Leiter von Radio Vatikan
- Béla Weissmahr (1929–2005), ungarischer Philosoph
- Ignacio Ellacuría (1930–1989), Philosoph, Theologe in El Salvador; Märtyrer
- Eugen Hillengass (1930–2023), Generalökonom und Generalschatzmeister des Jesuitenordens, Gründungsgeschäftsführer des katholischen Osteuropa-Hilfswerks Renovabis
- Giovanni B. Sala (1930–2011), italienischer katholischer Theologe und Philosoph
- Henri Boulad (1931–2023), Mystiker und Buchautor, Vizepräsident der Caritas
- Luis del Castillo Estrada (* 1931), emeritierter Bischof von Melo, Uruguay
- Anthony de Mello (1931–1987), Inder, spiritueller Lehrer
- Attila Miklósházy (1931–2018), römisch-katholischer Bischof und Beauftragter für die Ungarnseelsorge
- Benedict John Osta (1931–2014), Alterzbischof von Patna
- Juan Carlos Scannone (1931–2019), argentinischer Philosoph und Theologe
- Hans Waldenfels (1931–2023), deutscher Fundamentaltheologe
- Lawrence Aloysius Burke (1932–2010), Erzbischof des Erzbistums Kingston in Jamaika
- Alfons Deeken (1932–2020), deutscher Philosoph
- Luis Espinal (1932–1980), Menschenrechtsaktivist in Bolivien
- Albert Keller (1932–2010), deutscher Philosoph
- Hans Rotter (1932–2014), deutscher Moraltheologe
- Michael Schultheis (1932–2017), US-amerikanischer Wirtschaftswissenschaftler und Universitätspräsident; einer der Gründer des Jesuit Refugee Service (JRS)
- Paschal Topno (1932–2025), Erzbischof von Bhopal
- Orlando Yorio (1932–2000), Mitarbeiter der Zeitschrift Strómata, einem Organ der Befreiungstheologie.
- Hans Zwiefelhofer (1932–2008), Sozialwissenschaftler, Sekretär der Gesellschaft Jesu
- Johannes Beutler (1933–2024), Theologe und emeritierter Professor für Theologie des Neuen Testaments und Fundamentaltheologie
- Thomas Bhalerao (1933–2015), Bischof von Nashik, Indien
- Honesto Chaves Pacana (1933–2024), Bischof von Malaybalay, Philippinen
- George Coyne (1933–2020), US-amerikanischer Astronom, Direktor des Vatikanischen Observatoriums von 1978 bis 2006
- Segundo Montes (1933–1989), spanisch-salvadorianischer Jesuit, Befreiungstheologe und Hochschullehrer; 1989 ermordet
- Huub Oosterhuis (1933–2023), niederländischer Theologe und Dichter – bis 1969 Jesuit
- Helmut Reckter (1933–2004), deutscher Missionar in Simbabwe und erster Bischof von Chinhoyi
- Julio César Terán Dutari (* 1933), panamaischer Priester und Altbischof von Ibarra
- Paul Valadier (* 1933), französischer Theologe und Philosoph, Experte für das Leben und Werk von Friedrich Nietzsche
- Jon Cortina (1934–2005), spanisch-salvadorianischer Jesuit und Menschenrechtsaktivist
- Julius Riyadi Darmaatmadja (* 1934), emeritierter Erzbischof von Jakarta, Kardinal
- Peter Ehlen (1934–2022), Philosoph und Rektor der Hochschule für Philosophie in München
- Joseph Lee Han-taek (* 1934), Altbischof von Uijongbu, Südkorea
- Erhard Kunz (* 1934), Professor für Dogmatik an der PTH Sankt Georgen
- Friedo Ricken (1934–2021), deutscher Philosoph
- Charles Soreng (1934–2019), Bischof von Hazaribag, Indien
- Michael Joseph Kaniecki (1935–2000), Bischof von Fairbanks
- Peter Knauer (1935–2024), deutscher Theologe (Fundamentaltheologie), seit 2003 in Brüssel
- Philipp Schmitz (1935–2015), deutscher Moraltheologe
- Raymund Schwager (1935–2004), Schweizer Theologe
- Carlos Arthur Sevilla (* 1935), Altbischof von Yakima
- Jorge Mario Bergoglio (1936–2025), Erzbischof von Buenos Aires, Kardinal, später Papst Franziskus
- Santiago María García de la Rasilla (1936–2018), spanischer Titularbischof und Apostolischer Vikar von Jaén in Peru
- Eberhard von Gemmingen (* 1936), Leiter von 1982 bis 2009 der deutschsprachigen Redaktion von Radio Vatikan
- Bernhard Grom (* 1936), em. Professor für Religionspädagogik und Religionspsychologie an der Hochschule für Philosophie München
- Franz Magnis-Suseno (* 1936), deutscher Theologe und Sozialphilosoph
- Adolfo Nicolás (1936–2020), Spanier, von 2008 bis 2016 30. Generaloberer des Jesuitenordens
- Robert F. O’Toole (* 1936), US-amerikanischer Theologe, Rektor des Päpstlichen Bibelinstituts von 1996 bis 2002
- Mario de França Miranda (* 1936), Brasilianer, Teilnehmer des 5. Quinquennium (3. Juli 1992 – 10. Oktober 1997),[91] Ratzinger-Preisträger 2015[92][93] und emeritierter Professor für Theologie[94] an der PUC-Rio
- Niklaus Brantschen (* 1937), Schweizer Theologe, Zen-Meister und Gründer des Lassalle-Instituts innerhalb des Lassalle-Hauses, Mitgründer des Jerusalem-Projekts
- Friedhelm Hengsbach (* 1937), deutscher Ökonom und Sozialethiker
- Leo Jun Ikenaga (* 1937), Erzbischof von Ōsaka, Japan
- Franco Imoda (* 1937), seit 2005 Konsultor der Kongregation für das Katholische Bildungswesen und seit 2007 Präsident des AVEPRO
- John Baptist Thakur (* 1937), indischer Ordensgeistlicher und emeritierter Bischof von Muzaffarpur
- Christian Troll (* 1937), deutscher Theologe und Islamwissenschaftler
- Hans-Winfried Jüngling (1938–2018), deutscher Theologe
- Frans van der Lugt (1938–2014), niederländischer Psychotherapeut
- Rodrigo Mejía Saldarriaga (* 1938), apostolischer Vikar von Soddo-Hosanna in Eritrea
- Samir Khalil Samir (* 1938), ägyptischer Islamwissenschaftler, Orientalist und Theologe
- Klaus Schatz (* 1938), deutscher Theologe und emeritierter Professor für Kirchengeschichte der PTH Sankt Georgen
- Dieter Scholz (* 1938), Bischof von Chinhoyi, Simbabwe
- Jon Sobrino (* 1938) in Spanien, Befreiungstheologe in El Salvador
- Sigitas Tamkevičius (* 1938), litauischer römisch-katholischer Erzbischof, Erzbischof-Metropolit von Kaunas
- Bernhard Ehlen (* 1939), Deutscher, Gründer der „Ärzte für die Dritte Welt“
- Stanislaus Fernandes (* 1939), em. Erzbischof von Gandhinagar, Indien
- Wendelin Köster (* 1939), Rektor des Kolleg Sankt Georgen in Frankfurt am Main
- Heinrich Pfeiffer (1939–2021), deutscher Kunsthistoriker in Rom
- Rolf-Dietrich Pfahl (* 19. Dezember 1939; † 22. August 2018), von 1977 bis 1981 Rektor des Berliner Canisius-Kollegs, ehemaliger Provinzial der früheren Norddeutschen Provinz der Gesellschaft Jesu von 1981 bis 1986[95]
- Reinhard Pünder, auch Dom Reinaldo, (1939–2011), deutscher Geistlicher und Bischof von Coroatá in Brasilien
- Friedhelm Mennekes (* 1940), deutscher Theologe und Ausstellungsmacher, 1987 bis 2008 Pfarrer der Jesuitenkirche St. Peter in Köln
- Gerd Haeffner (1941–2016), deutscher Philosoph
- Ernest Kombo (1941–2008), Bischof von Owando (Kongo)
- Gregory O’Kelly (* 1941), Australier, Bischof von Port Pirie
- Julianus Kemo Sunarko (1941–2020), Bischof von Purwokerto, Indonesien
- Henri Coudray (* 1942), Franzose, Apostolischer Vikar in Mongo im Tschad
- Gianfranco Ghirlanda (* 1942), italienischer Theologe, Jurist und Kirchenrechtler, Rektor (2004–2010) an der Päpstlichen Universität Gregoriana
- Medard Kehl (1942–2021), deutscher Theologe und Dogmatiker
- Federico Lombardi (* 1942), Italiener, Pressesprecher des Vatikan
- Christian Herwartz (1943–2022), deutscher Arbeiterpriester und Gründer der Straßenexerzitienbewegung
- Antonio Ledesma (* 1943), seit 2006 Erzbischof von Cagayan de Oro, Philippinen
- Pedro Ricardo Barreto Jimeno (* 1944), Professor und Erzbischof von Huancayo, Peru, Kardinal
- Jonas Boruta (1944–2022), Bischof von Telšiai in Litauen
- Norbert Brieskorn (* 1944), deutscher Professor und Rechtsphilosoph
- Luis Ladaria (* 1944), Kurienerzbischof, Professor und Präfekt der Kongregation für die Glaubenslehre, Kardinal
- Patras Minj (* 1944), Bischof von Ambikapur, Indien
- Terrence Thomas Prendergast (* 1944), Erzbischof von Ottawa-Cornwall, Kanada
- Gabriel Kujur (* 1945), Bischof von Daltonganj, Indien
- Severin Leitner (1945–2015), Italiener, Berater und Regionalassistent für Zentral- und Osteuropa
- Valentin Pozaić (1945–2023), Weihbischof in Zagreb
- Michael Sievernich (* 1945), Theologe und Professor für Pastoraltheologie
- Antoine Audo (* 1946), Bischof von Aleppo der Chaldäisch-katholischen Kirche
- Gordon Dunlap Bennett (* 1946), Altbischof von Mandeville in Jamaika
- William D’Souza (* 1946), Inder, Erzbischof von Patna
- Angelus Kujur (* 1946), Bischof von Purnea, Indien
- Paul Lungu (1946–1998), Bischof von Monze, Sambia
- Stephen Pisano (1946–2019), US-amerikanischer Theologe und Rektor des Päpstlichen Bibelinstituts von 2002 bis 2008
- Godfrey de Rozario (* 1946), Bischof von Baroda, Indien
- Edmund Runggaldier (* 1946), österreichischer Philosoph
- Josef Schmidt (* 1946), deutscher Philosoph sowie emeritierter Professor für Philosophische Gotteslehre und Geschichte der Philosophie
- Georg Sporschill (* 1946), österreichischer Sozialseelsorger
- Paolo Bizzeti (* 1947), Apostolischer Vikar von Anatolien
- Cosme Hoàng Van Dat, andere Schreibweise Cosma Đăt (* 1947), Bischof von Bắc Ninh, Vietnam
- Fridolin Pflüger (1947–2021), Lehrer, Schulleiter und Leiter des Jesuiten-Flüchtlingsdienstes
- François-Xavier Dumortier (* 1948), Franzose, Rektor der Päpstlichen Universität Gregoriana (2010–16)
- George Vance Murry (1948–2020), Bischof von Youngstown, Ohio, USA
- Arturo Sosa (* 1948); 2016 zum 31. Generaloberen der Gesellschaft Jesu gewählt
- Michael Schneider (* 1949), deutscher Liturgiewissenschaftler
- Gbaya Boniface Ziri (* 1949), Bischof von Abengourou, Elfenbeinküste

### Ab 1951
- Juan Vicente Córdoba Villota (* 1951), ecuadorianischer Priester und Bischof von Fontibón
- Hans Langendörfer (* 1951), Sekretär der deutschen Bischofskonferenz
- Joseph Atanga (* 1952), Erzbischof von Bertoua, Kamerun
- Guy Consolmagno (* 1952), US-amerikanischer Forscher und Direktor der Vatikanischen Sternwarte
- David Nazar (* 1952), Theologe; seit 2015 Rektor des „Orientale“ in Rom
- Joseph Werth (* 1952), Bischof des Bistums der Verklärung von Nowosibirsk und Ordinarius für die Katholiken des byzantinischen Ritus Russlands
- Ján Babjak (* 1953), Tscheche, Erzbischof der Erzeparchie Prešov und Metropolit der griechisch-katholischen Kirche in der Slowakei
- Juan Antonio Martínez Camino (* 1953), bis 2001 Professor an der Päpstlichen Universität Comillas in Madrid; Weihbischof im Erzbistum Madrid
- Gustav Schörghofer (* 1953), österreichischer Kunsthistoriker
- Michael Barber (* 1954), Bischof von Oakland
- Paolo Dall’Oglio (* 1954), italienischer Jesuit und Islamwissenschaftler
- Klaus Mertes (* 1954), 2008–11 Rektor des Canisius-Kollegs in Berlin, seit Sommer 2011 Rektor am Kolleg St. Blasien, Schwarzwald
- Nikolaus Messmer (1954–2016), Bischof und Apostolischer Administrator in Kirgisistan
- Victor-Luke Odhiambo[96][97] (1954–2018), erster kenianischer Jesuit, Rektor des Mazzolari Teachers’ College;[98] ermordet im Südsudan
- Marko Ivan Rupnik (* 1954), Theologe und Künstler
- Gonzalo de Villa y Vásquez (* 1954), Erzbischof von Santiago de Guatemala
- Heinrich Watzka (* 1954), Professor für Philosophie an der Philosophisch-Theologischen Hochschule Sankt Georgen in Frankfurt am Main
- Eckhard Frick (* 1955), Psychiater und Psychoanalytiker
- Stefan Dartmann (* 1956), Provinzial (2004–10) der deutschen Provinz des Jesuitenordens, seit 2015 Rektor am Germanicum in Rom
- Fidelis Rakotonarivo (* 1956), madagassischer Bischof von Ambositra
- Gernot Wisser (* 1956), österreichischer Provinzial (2008–14) und Architekt
- Peter Balleis (* 1957), Internationaler Direktor des Jesuiten-Flüchtlingsdienstes (Jesuit Refugee Service – JRS)
- Godehard Brüntrup (* 1957), deutscher Philosoph
- Joseph Gontrand Décoste (* 1957), Bischof von Jérémie
- Jean-Claude Hollerich (* 1958), seit Oktober 2011 Erzbischof von Luxemburg
- Nuno da Silva Gonçalves (* 1958), Portugiese; am 21. März 2016 folgte er François-Xavier Dumortier als Rektor an der Päpstlichen Universität Gregoriana[99]
- John Dear (* 1959), US-amerikanischer Hochschullehrer, Friedensaktivist und Autor über Gewaltlosigkeit
- Ernesto Giobando (* 1959), Bischof von Mar del Plata
- Michael Bordt (* 1960), Professor und von 2007 bis 2011 Rektor an der Hochschule für Philosophie, München
- Stefan Kiechle (* 1960), Provinzial der Deutschen Provinz von 2010 bis 2017
- Martin Maier (* 1960), deutscher Theologe und Publizist
- Jörg Alt (* 1961), deutscher Sozialwissenschaftler, Sozialethiker und Hochschulseelsorger
- Johannes Siebner (1961–2020), Leiter des Aloisiuskollegs in Bonn, Provinzial der Deutschen Provinz der Jesuiten
- Lionginas Virbalas (* 1961), litauischer Erzbischof von Kaunas (emeritiert)
- Donatien Bafuidinsoni (* 1962), Weihbischof in Kinshasa und Titularbischof von Gemellae in Byzacena
- Étienne Grieu[100] (* 28. März 1962), Präsident des Centre Sèvres – Facultés jésuites de Paris
- Andreas R. Batlogg (* 1962), österreichischer Theologe, Chefredakteur von Stimmen der Zeit, Herausgeber von Karl Rahners Sämtlichen Schriften
- José Gabriel Funes (* 1963), von 2006 bis 2015 Direktor des Vatikanischen Observatoriums
- Aleksandr Kan (* 1963), ehemaliger Apostolischer Superior der römisch-katholischen Kirche in Kirgisistan
- Julio Luis Martínez Martínez (* 1964), spanischer Moraltheologe
- Michal Altrichter (* 1965), tschechischer Religionswissenschaftler
- Georg Maria Roers (* 1965), deutscher Schriftsteller, Journalist und Kunsthistoriker
- Christian Rutishauser (* 1965), Schweizer Provinzial, Judaist, engagiert im christlich-jüdischen Dialog
- Cyril Vasiľ (* 1965), Tscheche, Rektor von 2007 bis 2009 am Päpstlichen Orientalischen Institut in Rom, Kurienerzbischof
- Hans Zollner (* 1966), deutscher Ordenspriester, Theologe und Psychologe
- Bernd Hagenkord (1968–2021), von 2009 bis 2017 Leiter der deutschsprachigen Redaktion von Radio Vatikan
- Agbonkhianmeghe E. Orobator (* 1967), Nigerianer, Rektor des Hekima University College in Nairobi und President of the Conference of Major Superiors of Africa and Madagascar (JESAM)[101][102][103]
- Milan Lach (* 1973), slowakischer Geistlicher und Weihbischof in Bratislava

## Heiliggesprochene Jesuiten(sancti/ἅγιος)
Zurzeit (Stand: November 2016) gibt es 51 heilige und 148 selige Jesuiten; es sind das Todesjahr und der Gedenktag angegeben.
- José de Anchieta († 1597); 9. Juni
- Modeste Andlauer[106] († 1900); 9. Juli, Märtyrer des Boxeraufstandes
- Edmund Arrowsmith († 1628); 1. Dezember
- Robert Bellarmin, († 1621); 17. Januar
- Jan Berchmans († 1621); 26. November
- Andreas Bobola († 1657); 16. Mai
- Francisco de Borja, († 1572); 3. Oktober
- Jean de Brébeuf († 1649); 19. Oktober, einer der Kanadischen Märtyrer
- Alexander Briant († 1581); 1. Dezember
- João de Brito († 1693); 4. Februar
- Edmund Campion († 1581); 1. Dezember
- Petrus Canisius († 1597); 27. April
- Juan del Castillo[107][108] († 1628); 16. November, Märtyrer der Mission in Paraguay
- Noël Chabanel[109] († 1649); 19. Oktober, einer der Kanadischen Märtyrer[110]
- Peter Claver († 1654); 9. September
- Claude de la Colombière (1641–1682), P. Claude La Colombière wurde 1929 von Papst Pius XI. selig- und 1992 von Papst Johannes Paul II. heiliggesprochen. Sein Gedenktag ist der 15. Februar.
- Antoine Daniel[111] († 1648); 19. Oktober, einer der Kanadischen Märtyrer
- Paul Denn[112]; † 1900; 9. Juli, Märtyrer des Boxeraufstandes
- Philip Evans[113][114][115][116] († 1679); 1. Dezember, walisischer Märtyrer und Heiliger. (Vierzig Märtyrern von England und Wales)
- Peter Faber; † 1546, 2. August
- Thomas Garnet[117] († 1608); 1. Dezember, Märtyrer und Heiliger. (Vierzig Märtyrern von England und Wales), Neffe des Jesuiten Henry Garnet
- Charles Garnier[118][119] († 1649); 19. Oktober, einer der Kanadischen Märtyrer
- Aloisius von Gonzaga († 1591); 21. Juni
- Roque González de Santa Cruz († 1628); 16. November
- Joannes Soan de Gotó (jap. ヨハネ草庵)[120] († 1597); 6. Februar, einer der Märtyrer von Nagasaki
- René Goupil[121][122] († 1642); 19. Oktober, einer der Kanadischen Märtyrer
- Melchior Grodziecki († 1619); 7. September
- Alberto Hurtado Cruchaga († 1952); 18. August
- Rémy Isoré († 1900); 9. Juli
- Francis Jerome auch Francesco de Geronimo, Franz de Hieronymo[123][124] († 1716); 2. Juli
- Isaac Jogues[125] († 1646); 19. Oktober, einer der Kanadischen Märtyrer[110]
- James Kisai († 1597); 6. Februar; einer der Märtyrer von Nagasaki
- Stanislaus Kostka; † 1568; 13. November
- Marco da Krizevci († 1619); 7. September
- Jean de la Lande[126][127] († 1646); 19. Oktober, einer der Kanadischen Märtyrer
- Gabriel Lalemant († 1649); 19. Oktober, einer der Kanadischen Märtyrer
- David Lewis († 1679); 1. Dezember, (Vierzig Märtyrern von England und Wales)
- Ignatius von Loyola († 1556); 31. Juli
- Léon-Ignace Mangin[128][129] († 1900); 9. Juli, Märtyrer des Boxeraufstandes
- Paul Miki († 1597); 6. Februar, einer der Märtyrer von Nagasaki
- Henry Morse († 1645); 1. Dezember
- John Ogilvie; † 1615; 14. Oktober
- Nicholas Owen († 1606); 1. Dezember
- Joseph Pignatelli († 1811); 14. November
- István Pongraz[130][131] († 1619); 7. September
- Bernardino Realino († 1616); 2. Juli
- Jean François Régis († 1640); 2. Juli
- Alonso Rodríguez († 1628); 16. November
- Alphonsus Rodriguez († 1617); 31. Oktober
- José Maria Rubio († 1929); 4. Mai
- Robert Southwell († 1595); 1. Dezember
- Henry Walpole († 1595); 1. Dezember
- Franz Xaver († 1552); 3. Dezember

## Seliggesprochene Jesuiten(beati)
Angabe des Todesjahres und des Gedenktages
- João ‘Adauctus’ († 1570); 19. Januar
- Rudolfo Acquaviva[132][133] († 1583); 4. Februar
- Thomas Akaroshi († 1622); 4. Februar
- Francisco Alvares († 1570); 19. Januar
- Gaspar Alvares († 1570); 19. Januar
- Manuel Alvares († 1570); 19. Januar
- Diogo de Andrade († 1570); 19. Januar
- René Andrieux († 1792); 19. Januar
- Francisco Aranha († 1583); 4. Februar
- Ralph Ashley († 1606); 1. Dezember
- Inácio de Azevedo († 1570); 19. Januar
- Charles Bérauld du Pérou[134] († 1792); 19. Januar
- Alonso de Baena († 1570); 19. Januar
- Antonio Baldinucci[135][136] († 1717); 2. Juli
- Francis Balmain († 1792); 19. Januar
- Narciso Basté[137] († 1936); 22. September
- John Benoît-Vourlat († 1792); 19. Januar
- Peter Berno († 1583); 4. Februar
- Jacques Berthieu († 1896); 4. Februar
- Jan Beyzym († 1912); 12. Oktober
- Jacques-Jules Bonnaud († 1792); 19. Januar
- Pablo Bori († 1936); 22. September
- Marcos Caldeira († 1570); 19. Januar
- Constantino Carbonell († 1936); 22. September
- Miguel Carvalho († 1624); 4. Februar
- Diego Carvalho († 1624); 4. Februar
- Bento de Castro († 1570); 19. Januar
- Vincentius Caun († 1626); 4. Februar
- Claude Cayx-Dumas († 1792); 19. Januar
- John Charton de Millou († 1792); 19. Januar
- Alfredo Simón Colomina[138] († 1936); 2. September
- Dominic Collins († 1602); 30. Oktober
- Ralph Corby († 1644); 1. Dezember
- John Nicholas Cordier († 1794); 19. Januar
- John Cornelius († 1594); 1. Dezember
- António Correia († 1570); 19. Januar
- Luís Correia († 1570); 19. Januar
- Simão da Costa († 1570); 19. Januar
- Camillus Costanzo († 1622); 4. Februar
- Thomas Cottam († 1582); 1. Dezember
- Girolamo De Angelis († 1623); 4. Februar
- William Anthony Delfaud († 1792); 19. Januar
- Aleixo Delgado († 1570); 19. Januar
- Nicolau Dinis († 1570); 19. Januar
- Gregorio Escrivano († 1570); 19. Januar
- John Fenwick († 1679); 1. Dezember
- Ambrósio Fernandes († 1620); 4. Februar
- António Fernandes († 1642); 19. Januar
- Domingos Fernandes († 1570); 19. Januar
- Manuel Fernandes († 1570); 19. Januar
- João Fernandes I († 1570); 19. Januar
- João Fernandes II († 1570); 19. Januar
- Juan Bautista Ferreres († 1936); 22. September
- Roger Filcock[139] († 1601); 1. Dezember
- Pedro de Fontoura († 1570); 19. Januar
- António Francisco († 1583); 4. Februar
- Jacques Friteyre-Durvé[140] († 1792); 19. Januar
- Dionysius Fugishima († 1622); 4. Februar
- Gundisalvus Fusai († 1622); 4. Februar
- Francisco Gárate († 1929); 10. September
- Claude Gagnières des Granges († 1792); 19. Januar
- Augusto Gaius († 1624); 4. Februar
- John Gavan († 1679); 1. Dezember
- Pedro Gelabert († 1936); 22. September
- André Gonçalves († 1570); 19. Januar
- Ramón Grimaltos († 1936); 22. September
- Peter Guérin du Rocher († 1792); 19. Januar
- Robert Guérin du Rocher († 1792); 19. Januar
- William Harcourt († 1679); 1. Dezember
- Gonçalo Henriques († 1570); 19. Januar
- Darío Hernández († 2004); 22. September
- Eligius Herque du Roule († 1792); 19. Januar
- Thomas Holland († 1642); 1. Dezember
- Bernard Francis de Hoyos († 1735); 29. November
- Joseph Imbert[141][142] († 1794): 19. Januar
- William Ireland († 1679); 1. Dezember
- Anthony Ixida[143][144] († 1632); 4. Februar[145]
- Ludovicus Kawara († 1622); 4. Februar
- Nicholas Keian Fukunaga[146] († 1633); 6. Februar
- Peter Kibe Kasui († 1639); 6. Februar
- Sebastianus Kimura († 1622); 4. Februar
- Leonard Kimura († 1619); 4. Februar
- Ioannes Kingocu[147] († 1622); 4. Februar
- Ioannes Kinsaco († 1626); 4. Februar
- Antonius Kyuni († 1620); 2. Februar
- Alexander Lanfant († 1792); 19. Januar
- Claude Laporte († 1792); 19. Januar
- Charles Le Gué[148] († 1792); 2. September
- Tibúrcio Arnáiz Muñoz[149][150] (1865–1926); 18. Juli
- Gjon Pantalia[151] († 1947); 31. Oktober
- Miguel Agustín Pro Juárez[152] († 1927); 25. November
- Jacques Salès[153][154] († 1593); 19. Januar
- Guillaume Saultemouche († 1679); 19. Januar
- John Sullivan[155][156][157] († 1933); 8. Mai
- Balthasar de Torres (1563–1626)[158]; 6. Feb
- Anthony Turner[159][160] († 1679); 19. Juni

## Ehrwürdiger Diener Gottes(Venerabilis Dei servus)
Ehrwürdiger Diener Gottes (lat. Venerabilis Dei servus) bzw. Ehrwürdige Dienerin Gottes (Venerabilis Dei serva) ist ein Ehrentitel der römisch-katholischen Kirche.
Der Titel wird Gläubigen zuerkannt, bei denen in einem kirchenrechtlich geordneten Verfahren die heroische Tugendausübung festgestellt wurde. Er ist gewöhnlich die Vorstufe zur Seligsprechung. Die Zuerkennung wird im Beisein des Papstes verkündet. Nachdem der Seligsprechungsprozess begonnen hat, darf die Person liturgisch „Diener Gottes“ genannt werden, bevor der heroische Tugendgrad festgestellt wurde.
- Philipp Jeningen (1642–1704); 8. Februar
- Luis de la Puente (1554–1624); 16. Februar
- Francis Nevill[162] (1595–1679); 25. Februar
- Francis del Castillo[163] (1615–1673); 11. April
- Bruno Bruni[164] (1590–1640); 12. April
- Louis Cardeira (1585–1640); 12. April
- Abraham de Georgiis[165][166] (1563–1595); 19. Mai

## Diener Gottes(Dei servus)
Kandidaten, für die ein Seligsprechungsverfahren eröffnet wurde, werden als „Diener Gottes“ bezeichnet. Wem im Prozessverlauf als erstem Schritt der heroische Tugendgrad attestiert wird, der darf Ehrwürdiger Diener Gottes (Venerabilis Dei servus) genannt werden.
- Ignatius Aramburu[167] (1852–1935), 5. Januar
- Peter Joseph de Cloriviere[168] (1735–1820), 5. Januar
- Paul Ginhac[169][170] (1824–1895), 10. Januar
- Bartholomew Alvares (1706–1737), 12. Januar
- Emmanuel de Abreu (1708–1737)
- Vincent da Cunha[171] (1708–1737)
- John Caspar Kratz[172] (1698–1737)
- Pedro Arrupe (1907–1991)
- Saturninus Ibarguren (1856–1927)
- João Cardim[173] (1585–1615)
- Peter Joseph Mary Chaumonot[174] (1611–1693)
- Goncalo da Silveira[175] (1526–1561)
- Eusebio Francisco Kino (1645–1711)
- Igino Lega[176][177] (1911–1951)
- Felix Cappello (1879–1962)
- Ferdinand de Huidobro[178] (1903–1937)
- Emmanuel Garcia Nieto[179][180] (1894–1974)
- Petar Barbaric[181][182] (1874–1897)
- Francesco Gaetano[183] (1568–1601)
- John Anthony Hardon[184] (1914–2000)

## Bedeutende jesuitische Theologen
- Hermann Thyraeus[185] (1532–1591), Professor in Trier, Provinzial der Rheinischen Provinz
- Luis de Molina (1535–1600)
- Enrique Henríquez (1536–1608), Portugiese, Lehrer von Francisco Suarez und Gregor von Valencia, Hauptwerke:
  - Theologiæ Moralis Summa
  - Summa Theologiæ Moralis libri XV und De pontificis romani clave, libri VI
- Peter Busäus, (Petrus Busaeus, Pierre Busée, Buys) (1540–1587), niederländischer Katechet
- Robert Bellarmin (1542–1621)
- John Gibbons (1544–1589), englischer Gegenreformer, Hauptwerk:
  - Concertatio Ecclesiæ Catholicæ in Anglica, adversus Calvino-Papistas et Puritanos (Trier, 1583)
- Peter Thyraeus (1546–1601), Professor in Würzburg
- Francisco Suárez (1548–1617)
- Gabriel Vásquez (1549–1604)
- Martin Anton Delrio (1551–1608)
- Lawrence Arthur Faunt (1554–1590), Engländer, Missionar in Polen
- Diego Ruiz de Montoya (1562–1632), Spanier
- Wilhelm Lamormaini (1570–1648)
- Giles de Coninck[186][187] (1571–1633), Flame, Hauptwerke:
  - Commentariorum ac disputationum in universam doctrinam D. Thomæ, (Antwerpen, 1616).
  - De Moralitate, naturâ et effectibus actuum supernaturalium. (Antwerpen, 1623; Lyons, 1623; Paris, 1624.).
  - Responsio ad dissertationem impugnantem absolutionem moribundi sensibus destituti, (Antwerpen, 1625).
  - Disputationes theolgicæ (Antwerpen, 1645, posthum veröffentlicht).
- Caspar Hurtado[188][189][190] (1575–1647), Hauptwerke:
  - De Eucharistiâ, sacrificio missæ et ordine (Alcalá, 1620)
  - De matrimonio et censuris (Alcalá, 1627)
  - De Incarnatione Verbe (Alcalá, 1628)
  - De Sacramentis in genere et in specie, i. e, Baptismo, Confirmatione, Poenitentia, et Extrema Unctione (Alcalá, 1628)
  - De beatitudine, de actibus humanis, bonitate et malitia, habitatibus, virtutibus et peccatis (Madrid, 1632)
  - Disputationes de sacrimentis et censuris (Antwerpen, 1633)
  - De Deo (Madrid, 1642)
- Francisco de Lugo (1580–1652)
- Laurenz Forer (1580–1659)
- Fernando Castro Palao (1581–1633)
- Théophile Raynaud[191] (1583–1663)
- Juan de Dicastillo[192] (1584–1653), spanischer Moraltheologe (Probabilismus),[193] Hauptwerke:
  - De justitia et jure ceterisque virtutibus cardinalibus libriduo (Antwerpen, 1641);
  - De Sacramentis in genere disputationes scholastic et morales (Antwerpen, 1646–52);
  - Tractatus duo de juramento, perjurio, et adjuratione, necnon de censuris et poenis ecclesiasticis (Antwerpen, 1662);
  - Tractatus de incarnatione (Antwerpen, 1642).
- Agostino Bernal[194] (1587–1642)
- Nicholas Abram (1589–1655), Hauptwerke:
  - Nonni Panopolitani Paraphrasis Sancti secundum Joannem Evangelii. Accesserunt Notae P.N.A., Soc. Jes. (Paris, 1623);
  - Commentarii in P. Virgilii Maronis Bucolica et Georgica. Accessit diatriba de quatuor fluviis et loco paradisi (Pont-à-Mousson, 1633–35);
  - Pharus Veteris Testamenti, sive sacrarum quaestionum libri XV. Quibus accesserunt ejusdem auctoris de veritate et mendacio libri IV (Paris, 1648).
- Francois Annat[195] (1590–1670)
- Hermann Busembaum (1600–1668)
- George Gobat,[196] Hauptwerke:
  - Disputationes in Aristotelem (Freiburg, 1633–34)
  - die lateinische Übersetzung Narratio historica eorum quæ Societatis Jesu in Nova Francia fortiter egit et passa est anno 1648-49, aus dem Französischen von Pater Raguenau S.J.(1600–1679)
  - Experientiæ Theologicæ sive experimentalis theologia (München, 1669 und Konstanz, 1670)
  - Alphabetum quadraplex de voto, juramento, blasphemia, superstitione, veröffentlicht in Konstanz, 1672.
- Honoré Fabri (≈1607–1688)
- Étienne Agard de Champs (1613–1701), Hauptwerke:
  - Eminentissimo cardinali duci de Richelieu, Asmundum et Asvitum tragoediam dabunt convictores Collegii Claromontani Societatis Jesu, 1641
  - Le secret du Jansénisme découvert et réfuté par un Docteur Catholique, 1651
  - La secrète politique des jansénistes et l'estat présent de la Sorbonne de Paris, 1667
  - Tradition de l'Église catholique et de l'Église des hérétiques du dernier siècle : sur la doctrine de Jansénius touchant le libre arbitre et la grâce, 1688
- Juan Cardenas[197][198] (1613–1684), Hauptwerke:
  - Geminum sidus Mariani diadematis (Lyon, 1673)
  - Historia de la Vida y Virtudes de la Venerable Virgen Damiana de las Llangas (Sevilla, 1675)
  - Breve relación de la Muerte, Vida, y Virtudes del Venerabile Cavallero D. Miguel Manara Vincentelo de Leca (Sevilla, 1679).
- Jean Crasset (1618–1692)
- Tobias Lohner[199] (1619–1697), Hauptwerke:
  - Instructissima bibliotheca manualis concionatoria (4 vols., Dillingen, 1681-)
  - Instructio practica de ss. Missæ sacrificio
  - Instructio practica de officio divino
  - Instructio practica de conversatione apostolica
  - Instructio practica pastorum continens doctrinas et industrias ad pastorale munus pie, fructose et secure obeundum
  - Instructio practica de confessionibus rite ac fructose excipiendis, Dillingen, 1726
- Jérôme de Gonnelieu[200][201] (1640–1715)
- Philip Aranda (1642–1695)
- William Darrell (1651–1721)
- Giovanni Battista Tolomei[202][203][204] (1653–1726)
- Jean-Joseph Petit-Didier (1664–1756)
- Henry Robert Stephens[205] (1665–1723)
- Johann Jakob Scheffmacher (1668–1733)
- Luis de Lossada (1681–1748)
- Giovanni Battista Scaramelli (1687–1752)
- Karl von Haimhausen[206][207][208][209] (* 28. Mai 1692; † 7. April 1767 in Chile)
- Franz Neumayr (1697–1765)
- Andrea Spagni (1716–1788)
- Benedict Stattler (1728–1797)
- Giovanni Perrone (1794–1876)
- Pius Melia (1800–1883)
- Antonio Ballerini (1805–1881)
- Matteo Liberatore[210] (1810–1892)
- Wilhelm Wilmers (1817–1899)
- Louis Jouin (1818–1889), deutscher Linguist, Philosoph; wirkte in den USA, Hauptwerke:
  - Elementa Logicae et Metaphysicae (4th ed., New York, 1884)
  - Elementa Philosophiae Moralis (New York, 1886)
  - Evidences of Religion (1877)
  - Logic and Metaphysics
  - What Christ Revealed
- Clemens Schrader (1820–1875)
- Salvator Tongiorgi[211] (1820–1865)
- Joseph Deharbe[212] (1800–1871)
- Konstantin von Schaezler[213] (1827–1880)
- Domenico Palmieri (1829–1909)
- Jean-Baptiste Terrien[214] (1832–1903)
- Edward Génicot[215][216] (1856–1900), Hauptwerke:
  - Theologiæ Moralis Institutiones (1896, Brüssel)
  - Casus Conscientiæ (1906, Löwen)
- Ferdinand Cavallera[217] (1875–1954)
- Pierre Teilhard de Chardin (1881–1955)
- Erich Przywara (1889–1972)
- Josef Andreas Jungmann (1889–1975)
- Oswald von Nell-Breuning (1890–1991)
- Henri-Marie de Lubac (1896–1991)
- Hugo Rahner (1900–1968)
- John Courtney Murray (1904–1967)
- Karl Rahner (1904–1984)
- Bernard Lonergan (1904–1984)
- Jean Daniélou (1905–1974)
- Josef Neuner (1908–2009)
- Alois Grillmeier (1910–1998)
- Gustave Martelet (1916–2014)
- Emerich Coreth (1919–2006)
- Walter Kern (1922–2007)
- Norbert Lohfink (1928–2024)
- Hans Waldenfels (1931–2023)
- Hans Rotter (1932–2014)
- Philipp Schmitz (1935–2015)
- Peter Knauer (1935–2024)
- Roger Haight (* 1936)
- Jon Sobrino (* 1938)
- Medard Kehl (1942–2021)
- Michael Sievernich (* 1945)
- Christoph Theobald (* 1946)
- Michael Schneider (* 1949)
- Andreas R. Batlogg (* 1962)

## Gerechte unter den Völkern/חסיד אומות העולם
Gerechter unter den Völkern (hebräisch חסיד אומות העולם Chassid Umot ha-Olam) ist ein in Israel nach der Staatsgründung 1948 eingeführter Ehrentitel für nichtjüdische Einzelpersonen, die unter nationalsozialistischer Herrschaft während des Zweiten Weltkriegs ihr Leben einsetzten, um Juden vor der Ermordung zu retten. Die Jesuiten bezogen früh Stellung gegen die Nationalsozialisten, die von der Struktur und Einfluss des Ordens fasziniert waren.
Der Jesuitenpater Vincent A. Lapomarda listet die Namen von 30 Jesuiten auf, die allein im Pfarrerblock (KZ Dachau) ihren Tod fanden (insgesamt 43 Jesuiten starben in Konzentrationslagern).
- Roger Braun[222] (1910–1981) Franzose
- Pierre Chaillet[223] (1900–1972) Franzose
- Jean-Baptist De Coster[224] (1896–1968) Belgier
- Jean Fleury[225] (1905–1982) Franzose
- Emile Gessler[226] (1891–1958) Belgier
- Jean Baptiste Janssens (1889–1964) Belgier
- Alphonse Lambrette (1884–1970) Belgier
- Emile Planckaert[227][228] (1906–2006) Franzose
- Raile Jakab[229][230][231] (1894–1949) Ungar
- Henri Revol[231] (1904–1992) Franzose
- Adam Sztark[232][233] (1907–1942) Pole
- Henri Van Oostayen[234] (1906–1945) Belgier

## Männer, die zeitweise dem Jesuitenorden angehörten
- Fernão Mendes Pinto, (1509/10/14–1583), portugiesischer Entdecker und Schriftsteller
- Luca Valerio, auch Valeri (1553–1618), italienischer Mathematiker
- Natale Masuccio (1568–1619), italienischer Architekt des Barock auf Sizilien
- Emanuele Tesauro (1592–1675), Rhetoriker, Schriftsteller, Historiker und Dramatiker
- Johann II. Kasimir (1609–1672), ehemaliger Jesuit, Kardinal, ab 1648 König von Polen und Großfürst von Litauen, der gewählte Herrscher von Polen-Litauen sowie bis 1660 Titularkönig von Schweden
- Ferdinand von Spanien (1609/10–1641), dritter Sohn König Philipps III. von Spanien, „Kardinalinfant“-Erzbischof von Toledo, gemeinsam mit Ferdinand III. (HRR) Sieger der Schlacht bei Nördlingen 1634
- Jean de Labadie (1610–1674), Mystiker und pietistischer Separatist
- Johann Ludwig Schönleben (1618–1681), slowenischer Prediger
- Robert Cavelier de La Salle (1643–1687), französischer Entdecker
- Pierre François Guyot Desfontaines (1685–1745), französischer Literaturkritiker, Journalist und Schriftsteller – von 1700 bis 1715 Jesuit
- Jean-Baptiste Louis Gresset (1709–1777), französischer Dichter, Mitglied der Académie française
- Claude-François-Xavier Millot (1726–1785), französischer Kleriker und Historiker, Mitglied der Académie française
- Joseph-Ignace Guillotin (1738–1814), französischer Arzt und Politiker; die Hinrichtungsmaschine Guillotine wurde nach ihm benannt
- Johann Michael Sailer (1751–1832), war von 1770 bis zur vorübergehenden Auflösung des Ordens 1773 dessen Mitglied
- Carl Leonhard Reinhold (1757–1823), Philosoph und als Schriftsteller der wichtigste aus Österreich stammende Vertreter der deutschen Aufklärung
- Anton Günther (1783–1863), österreichischer Philosoph und Theologe
- Antonius Maria Claret (1807–1870), heiliggesprochener spanischer Bischof und Ordensgründer der Claretiner
- Giuseppe Pecci (1807–1890), Kardinal, Bruder von Papst Leo XIII.; Austritt 1848, Wiedereintritt 1887
- Carlo Passaglia (1812–1887), italienischer Theologe
- Alphonse Ratisbonne (1814–1884), konvertierter französischer Jude, Mitbegründer der Kongregation der Sionsschwestern
- Antonius Maria Bodewig (1839–1915), deutscher Missionar in Indien und Ordensgründer; von 1856 bis 1888 Jesuit
- George Tyrrell (1861–1909), Ire, konvertierter Anglikaner, Modernist
- Henri Bremond (1865–1933), französischer Literaturkritiker, Theologe und Schriftsteller, Modernist
- Hermann Muckermann (1877–1962), deutscher Biologe und Rassenhygieniker
- Franz Jetzinger (1882–1965), österreichischer Beamter, Politiker und Schriftsteller; wurde vor allem bekannt als Autor des Buches Hitlers Jugend
- Martin Heidegger (1889–1976), deutscher Philosoph
- Leonard Feeney (1897–1978), US-amerikanischer Theologe mit umstrittener Lehrmeinung; von 1914 bis 1949 Jesuit
- Hans Urs von Balthasar (1905–1988), Schweizer Theologe
- Alighiero Tondi (1908–1984), ehemaliger katholischer Theologe, Glaubensskeptiker
- Mario Schoenenberger (≈1920–1981),[235] 1965 zum Regionalassistenten für den deutschen Sprachraum und Ungarn ernannt; trat 1969 aus dem Orden aus[236]
- Bernard Huijbers (1922–2003), niederländischer Komponist der Lieder von Huub Oosterhuis; bis 1973 Jesuit
- John McNeill (1925–2015), US-amerikanischer Psychotherapeut (Queer-Theologie)
- Ladislaus Boros (1927–1981), Theologe und bis 1973 Jesuit
- John McLaughlin (1927–2016), Gastgeber und Produzent der McLaughlin Group
- Heiner Geißler (1930–2017), deutscher Politiker (CDU); von 1949 bis 1953 Jesuit
- Andreas Hönisch (1930–2008), Mitgründer der Katholischen Pfadfinderschaft Europas in Deutschland und Österreich und Gründer des Ordens Diener Jesu und Mariens („Servi Jesu et Mariae (SJM)“).
- Daniel Jérôme Kelly[237][238] (1930–2002), Jesuit in den 1950er Jahren; gründete als Vater 1974 die Band The Kelly Family mit bis dato sieben seiner zukünftigen zwölf Kinder
- Erich Kiesl (1930–2013), von 1978 bis 1984 Oberbürgermeister von München; war im selben Noviziatsjahrgang wie Heiner Geißler
- Günther Schiwy (1932–2008), deutscher Schriftsteller, Verlagslektor; von 1952 bis 1970 Jesuit
- Huub Oosterhuis (1933–2023), niederländischer Theologe und Dichter; bis 1969 Jesuit
- Fernando Cardenal (1934–2016), nicaraguanischer Jesuit und Befreiungstheologe
- Jesús Aguirre y Ortiz de Zárate (1934–2001),[239][240] spanischer Intellektueller und Franco-Gegner; verheiratet (1978–2001) mit Cayetana Fitz-James Stuart
- Etienne Vermeersch (1934–2019), belgischer Philosoph und Atheist
- Wolfgang Feneberg (1935–2018), deutscher römisch-katholischer, später evangelisch-lutherischer Theologe, Neutestamentler
- Jörg Splett (* 29. August 1936 in Magdeburg) ist ein katholischer Religionsphilosoph und Anthropologe.[241]
- Rupert Neudeck (1939–2016), deutscher Journalist, Gründer von Cap Anamur/Deutsche Not-Ärzte und Vorsitzender des Friedenskorps Grünhelme e. V.
- Johannes Heinrichs (* 1942), Philosoph und Semiotiker
- Jack Miles (* 1942), US-amerikanischer Journalist, Pulitzer-Preis 1996 und MacArthur Fellowship von 2003 bis 2007
- Ottmar Edenhofer (* 1961), deutscher Ökonom; war von 1987 bis 1991 Ordensmitglied